# Lista de asteroides (388001-389000)
Esta é uma lista parcial de asteroides, do asteroide número 388001 até o 389000, inclusive. Veja também o índice com todas as listas disponíveis.

| Objeto Próximos à Terra | Cinturão de asteroides (interno) | Cinturão de asteroides (externo) | Centauro       |
| Cruzador de Marte       | Cinturão de asteroides (meio)    | Troianos de Júpiter              | Transnetuniano |

Veja mais dados de cada asteroide na ligação externa para o Minor Planet Center na última coluna.
Índice: 388001... 388101... 388201... 388301... 388401... 388501... 388601... 388701... 388801... 388901... 

## 388001–388100
| Designação | Designação | Descoberta  | Descoberta    | Descobridor(es)     | Categoria | Mais informações / Referência |
| Permanente | Provisória | Data        | Local         | Descobridor(es)     | Categoria | Mais informações / Referência |
| ---------- | ---------- | ----------- | ------------- | ------------------- | --------- | ----------------------------- |
| 388001     | 2005 QH125 | 28 ago 2005 | Kitt Peak     | Spacewatch          | —         | MPC                           |
| 388002     | 2005 QR135 | 28 ago 2005 | Kitt Peak     | Spacewatch          | —         | MPC                           |
| 388003     | 2005 QL139 | 28 ago 2005 | Kitt Peak     | Spacewatch          | —         | MPC                           |
| 388004     | 2005 QD140 | 28 ago 2005 | Kitt Peak     | Spacewatch          | —         | MPC                           |
| 388005     | 2005 QF148 | 29 ago 2005 | Anderson Mesa | LONEOS              | —         | MPC                           |
| 388006     | 2005 QL173 | 29 ago 2005 | Palomar       | NEAT                | —         | MPC                           |
| 388007     | 2005 QT175 | 31 ago 2005 | Palomar       | NEAT                | —         | MPC                           |
| 388008     | 2005 QB179 | 25 ago 2005 | Palomar       | NEAT                | —         | MPC                           |
| 388009     | 2005 QC187 | 29 ago 2005 | Kitt Peak     | Spacewatch          | —         | MPC                           |
| 388010     | 2005 QJ189 | 25 ago 2005 | Palomar       | NEAT                | —         | MPC                           |
| 388011     | 2005 RR30  | 11 set 2005 | Kitt Peak     | Spacewatch          | Mitidika  | MPC                           |
| 388012     | 2005 RB35  | 3 set 2005  | Mauna Kea     | C. Veillet          | —         | MPC                           |
| 388013     | 2005 RJ41  | 13 set 2005 | Kitt Peak     | Spacewatch          | —         | MPC                           |
| 388014     | 2005 RM48  | 13 set 2005 | Catalina      | CSS                 | —         | MPC                           |
| 388015     | 2005 SB4   | 24 set 2005 | Kitt Peak     | Spacewatch          | —         | MPC                           |
| 388016     | 2005 SD11  | 31 ago 2005 | Kitt Peak     | Spacewatch          | —         | MPC                           |
| 388017     | 2005 SA15  | 26 set 2005 | Kitt Peak     | Spacewatch          | —         | MPC                           |
| 388018     | 2005 SA26  | 29 set 2005 | Wrightwood    | J. W. Young         | —         | MPC                           |
| 388019     | 2005 SF29  | 23 set 2005 | Kitt Peak     | Spacewatch          | —         | MPC                           |
| 388020     | 2005 SU35  | 23 set 2005 | Kitt Peak     | Spacewatch          | —         | MPC                           |
| 388021     | 2005 ST40  | 24 set 2005 | Kitt Peak     | Spacewatch          | —         | MPC                           |
| 388022     | 2005 SY40  | 24 set 2005 | Kitt Peak     | Spacewatch          | Mitidika  | MPC                           |
| 388023     | 2005 SU42  | 24 set 2005 | Kitt Peak     | Spacewatch          | —         | MPC                           |
| 388024     | 2005 ST46  | 24 set 2005 | Kitt Peak     | Spacewatch          | —         | MPC                           |
| 388025     | 2005 SP55  | 25 set 2005 | Kitt Peak     | Spacewatch          | —         | MPC                           |
| 388026     | 2005 SM66  | 29 ago 2005 | Socorro       | LINEAR              | —         | MPC                           |
| 388027     | 2005 SF69  | 27 set 2005 | Kitt Peak     | Spacewatch          | —         | MPC                           |
| 388028     | 2005 SU82  | 24 set 2005 | Kitt Peak     | Spacewatch          | —         | MPC                           |
| 388029     | 2005 SH87  | 24 set 2005 | Kitt Peak     | Spacewatch          | —         | MPC                           |
| 388030     | 2005 SL94  | 25 set 2005 | Kitt Peak     | Spacewatch          | —         | MPC                           |
| 388031     | 2005 SG98  | 25 set 2005 | Kitt Peak     | Spacewatch          | —         | MPC                           |
| 388032     | 2005 ST107 | 26 set 2005 | Kitt Peak     | Spacewatch          | —         | MPC                           |
| 388033     | 2005 SW109 | 26 set 2005 | Kitt Peak     | Spacewatch          | —         | MPC                           |
| 388034     | 2005 SN124 | 23 set 2005 | Catalina      | CSS                 | —         | MPC                           |
| 388035     | 2005 SL128 | 29 set 2005 | Mount Lemmon  | Mount Lemmon Survey | —         | MPC                           |
| 388036     | 2005 SQ134 | 30 set 2005 | Junk Bond     | D. Healy            | Mitidika  | MPC                           |
| 388037     | 2005 SL144 | 25 set 2005 | Palomar       | NEAT                | —         | MPC                           |
| 388038     | 2005 SW145 | 25 set 2005 | Kitt Peak     | Spacewatch          | —         | MPC                           |
| 388039     | 2005 SE146 | 25 set 2005 | Palomar       | NEAT                | —         | MPC                           |
| 388040     | 2005 SE162 | 27 set 2005 | Kitt Peak     | Spacewatch          | —         | MPC                           |
| 388041     | 2005 SU170 | 29 set 2005 | Kitt Peak     | Spacewatch          | —         | MPC                           |
| 388042     | 2005 SF193 | 29 set 2005 | Catalina      | CSS                 | —         | MPC                           |
| 388043     | 2005 SP209 | 30 set 2005 | Palomar       | NEAT                | —         | MPC                           |
| 388044     | 2005 SO212 | 30 set 2005 | Mount Lemmon  | Mount Lemmon Survey | —         | MPC                           |
| 388045     | 2005 SF218 | 30 set 2005 | Palomar       | NEAT                | —         | MPC                           |
| 388046     | 2005 ST231 | 30 set 2005 | Mount Lemmon  | Mount Lemmon Survey | Mitidika  | MPC                           |
| 388047     | 2005 SO232 | 30 set 2005 | Mount Lemmon  | Mount Lemmon Survey | —         | MPC                           |
| 388048     | 2005 SZ240 | 30 set 2005 | Kitt Peak     | Spacewatch          | —         | MPC                           |
| 388049     | 2005 SC267 | 29 set 2005 | Mount Lemmon  | Mount Lemmon Survey | —         | MPC                           |
| 388050     | 2005 SR271 | 26 set 2005 | Kitt Peak     | Spacewatch          | —         | MPC                           |
| 388051     | 2005 SJ278 | 24 set 2005 | Kitt Peak     | Spacewatch          | —         | MPC                           |
| 388052     | 2005 SB279 | 29 set 2005 | Catalina      | CSS                 | —         | MPC                           |
| 388053     | 2005 SN288 | 27 set 2005 | Apache Point  | A. C. Becker        | —         | MPC                           |
| 388054     | 2005 SO292 | 30 set 2005 | Mount Lemmon  | Mount Lemmon Survey | —         | MPC                           |
| 388055     | 2005 TW10  | 2 out 2005  | Mount Lemmon  | Mount Lemmon Survey | —         | MPC                           |
| 388056     | 2005 TL23  | 1 out 2005  | Anderson Mesa | LONEOS              | —         | MPC                           |
| 388057     | 2005 TS49  | 7 out 2005  | Andrushivka   | Andrushivka Obs.    | —         | MPC                           |
| 388058     | 2005 TP53  | 1 out 2005  | Catalina      | CSS                 | —         | MPC                           |
| 388059     | 2005 TA64  | 6 out 2005  | Catalina      | CSS                 | —         | MPC                           |
| 388060     | 2005 TN67  | 5 out 2005  | Mount Lemmon  | Mount Lemmon Survey | —         | MPC                           |
| 388061     | 2005 TW82  | 3 out 2005  | Socorro       | LINEAR              | —         | MPC                           |
| 388062     | 2005 TF87  | 5 out 2005  | Kitt Peak     | Spacewatch          | Mitidika  | MPC                           |
| 388063     | 2005 TL108 | 7 out 2005  | Kitt Peak     | Spacewatch          | —         | MPC                           |
| 388064     | 2005 TE138 | 7 out 2005  | Catalina      | CSS                 | —         | MPC                           |
| 388065     | 2005 TQ141 | 8 out 2005  | Kitt Peak     | Spacewatch          | —         | MPC                           |
| 388066     | 2005 TF142 | 29 set 2005 | Kitt Peak     | Spacewatch          | —         | MPC                           |
| 388067     | 2005 TS167 | 29 set 2005 | Mount Lemmon  | Mount Lemmon Survey | —         | MPC                           |
| 388068     | 2005 US14  | 22 out 2005 | Kitt Peak     | Spacewatch          | —         | MPC                           |
| 388069     | 2005 UP20  | 14 out 2005 | Anderson Mesa | LONEOS              | —         | MPC                           |
| 388070     | 2005 UZ22  | 23 out 2005 | Kitt Peak     | Spacewatch          | —         | MPC                           |
| 388071     | 2005 US24  | 23 out 2005 | Kitt Peak     | Spacewatch          | —         | MPC                           |
| 388072     | 2005 UD29  | 23 out 2005 | Catalina      | CSS                 | —         | MPC                           |
| 388073     | 2005 UH42  | 22 out 2005 | Kitt Peak     | Spacewatch          | Mitidika  | MPC                           |
| 388074     | 2005 UQ47  | 22 out 2005 | Catalina      | CSS                 | —         | MPC                           |
| 388075     | 2005 UX47  | 22 out 2005 | Catalina      | CSS                 | —         | MPC                           |
| 388076     | 2005 UW51  | 30 set 2005 | Catalina      | CSS                 | —         | MPC                           |
| 388077     | 2005 UU52  | 23 out 2005 | Catalina      | CSS                 | —         | MPC                           |
| 388078     | 2005 UQ62  | 25 out 2005 | Mount Lemmon  | Mount Lemmon Survey | —         | MPC                           |
| 388079     | 2005 UP68  | 23 out 2005 | Palomar       | NEAT                | —         | MPC                           |
| 388080     | 2005 US70  | 23 out 2005 | Catalina      | CSS                 | —         | MPC                           |
| 388081     | 2005 UB71  | 3 out 2005  | Socorro       | LINEAR              | —         | MPC                           |
| 388082     | 2005 UZ85  | 22 out 2005 | Kitt Peak     | Spacewatch          | —         | MPC                           |
| 388083     | 2005 UR95  | 22 out 2005 | Kitt Peak     | Spacewatch          | Mitidika  | MPC                           |
| 388084     | 2005 UA108 | 22 out 2005 | Kitt Peak     | Spacewatch          | —         | MPC                           |
| 388085     | 2005 UA113 | 22 out 2005 | Kitt Peak     | Spacewatch          | —         | MPC                           |
| 388086     | 2005 UC113 | 22 out 2005 | Kitt Peak     | Spacewatch          | —         | MPC                           |
| 388087     | 2005 UA125 | 24 out 2005 | Kitt Peak     | Spacewatch          | —         | MPC                           |
| 388088     | 2005 UJ144 | 26 out 2005 | Kitt Peak     | Spacewatch          | —         | MPC                           |
| 388089     | 2005 UM207 | 27 out 2005 | Kitt Peak     | Spacewatch          | —         | MPC                           |
| 388090     | 2005 UQ215 | 25 out 2005 | Anderson Mesa | LONEOS              | —         | MPC                           |
| 388091     | 2005 UZ216 | 26 out 2005 | Kitt Peak     | Spacewatch          | —         | MPC                           |
| 388092     | 2005 UE217 | 27 out 2005 | Socorro       | LINEAR              | —         | MPC                           |
| 388093     | 2005 UY222 | 25 out 2005 | Kitt Peak     | Spacewatch          | —         | MPC                           |
| 388094     | 2005 UK252 | 26 out 2005 | Kitt Peak     | Spacewatch          | —         | MPC                           |
| 388095     | 2005 UB262 | 26 out 2005 | Kitt Peak     | Spacewatch          | —         | MPC                           |
| 388096     | 2005 UJ268 | 28 out 2005 | Mount Lemmon  | Mount Lemmon Survey | —         | MPC                           |
| 388097     | 2005 UB285 | 26 out 2005 | Kitt Peak     | Spacewatch          | —         | MPC                           |
| 388098     | 2005 UV286 | 26 out 2005 | Kitt Peak     | Spacewatch          | —         | MPC                           |
| 388099     | 2005 UD298 | 26 out 2005 | Kitt Peak     | Spacewatch          | —         | MPC                           |
| 388100     | 2005 UF299 | 26 out 2005 | Kitt Peak     | Spacewatch          | —         | MPC                           |

## 388101–388200
| Designação | Designação | Descoberta  | Descoberta    | Descobridor(es)     | Categoria   | Mais informações / Referência |
| Permanente | Provisória | Data        | Local         | Descobridor(es)     | Categoria   | Mais informações / Referência |
| ---------- | ---------- | ----------- | ------------- | ------------------- | ----------- | ----------------------------- |
| 388101     | 2005 UX301 | 26 out 2005 | Kitt Peak     | Spacewatch          | —           | MPC                           |
| 388102     | 2005 UN303 | 26 out 2005 | Kitt Peak     | Spacewatch          | —           | MPC                           |
| 388103     | 2005 UL305 | 27 out 2005 | Kitt Peak     | Spacewatch          | —           | MPC                           |
| 388104     | 2005 UV327 | 29 out 2005 | Catalina      | CSS                 | —           | MPC                           |
| 388105     | 2005 UH339 | 31 out 2005 | Kitt Peak     | Spacewatch          | —           | MPC                           |
| 388106     | 2005 UO341 | 31 out 2005 | Kitt Peak     | Spacewatch          | —           | MPC                           |
| 388107     | 2005 UO348 | 23 out 2005 | Catalina      | CSS                 | —           | MPC                           |
| 388108     | 2005 UP348 | 23 out 2005 | Catalina      | CSS                 | —           | MPC                           |
| 388109     | 2005 UG370 | 27 out 2005 | Kitt Peak     | Spacewatch          | —           | MPC                           |
| 388110     | 2005 US371 | 27 out 2005 | Mount Lemmon  | Mount Lemmon Survey | Mitidika    | MPC                           |
| 388111     | 2005 UO396 | 27 out 2005 | Socorro       | LINEAR              | —           | MPC                           |
| 388112     | 2005 UF402 | 28 out 2005 | Kitt Peak     | Spacewatch          | —           | MPC                           |
| 388113     | 2005 UP402 | 28 out 2005 | Catalina      | CSS                 | Nysa-Polana | MPC                           |
| 388114     | 2005 UW411 | 31 out 2005 | Mount Lemmon  | Mount Lemmon Survey | —           | MPC                           |
| 388115     | 2005 UV418 | 25 out 2005 | Kitt Peak     | Spacewatch          | —           | MPC                           |
| 388116     | 2005 UD426 | 28 out 2005 | Kitt Peak     | Spacewatch          | —           | MPC                           |
| 388117     | 2005 UH431 | 28 out 2005 | Kitt Peak     | Spacewatch          | Mitidika    | MPC                           |
| 388118     | 2005 UK438 | 28 out 2005 | Kitt Peak     | Spacewatch          | —           | MPC                           |
| 388119     | 2005 UK443 | 30 out 2005 | Socorro       | LINEAR              | —           | MPC                           |
| 388120     | 2005 US457 | 29 out 2005 | Kitt Peak     | Spacewatch          | —           | MPC                           |
| 388121     | 2005 UT463 | 30 out 2005 | Kitt Peak     | Spacewatch          | Mitidika    | MPC                           |
| 388122     | 2005 UA467 | 30 out 2005 | Kitt Peak     | Spacewatch          | —           | MPC                           |
| 388123     | 2005 UJ476 | 24 out 2005 | Anderson Mesa | LONEOS              | —           | MPC                           |
| 388124     | 2005 UP477 | 26 out 2005 | Kitt Peak     | Spacewatch          | —           | MPC                           |
| 388125     | 2005 UP482 | 22 out 2005 | Palomar       | NEAT                | —           | MPC                           |
| 388126     | 2005 UQ510 | 25 out 2005 | Mount Lemmon  | Mount Lemmon Survey | —           | MPC                           |
| 388127     | 2005 UP522 | 27 out 2005 | Apache Point  | A. C. Becker        | Ursula      | MPC                           |
| 388128     | 2005 VE8   | 1 nov 2005  | Kitt Peak     | Spacewatch          | —           | MPC                           |
| 388129     | 2005 VZ33  | 2 nov 2005  | Mount Lemmon  | Mount Lemmon Survey | —           | MPC                           |
| 388130     | 2005 VN82  | 3 nov 2005  | Kitt Peak     | Spacewatch          | —           | MPC                           |
| 388131     | 2005 VW108 | 25 out 2005 | Kitt Peak     | Spacewatch          | —           | MPC                           |
| 388132     | 2005 VC112 | 6 nov 2005  | Mount Lemmon  | Mount Lemmon Survey | —           | MPC                           |
| 388133     | 2005 VV112 | 30 set 2005 | Mount Lemmon  | Mount Lemmon Survey | —           | MPC                           |
| 388134     | 2005 VS113 | 10 nov 2005 | Kitt Peak     | Spacewatch          | —           | MPC                           |
| 388135     | 2005 VG129 | 1 nov 2005  | Apache Point  | A. C. Becker        | Ursula      | MPC                           |
| 388136     | 2005 WW4   | 19 nov 2005 | Palomar       | NEAT                | —           | MPC                           |
| 388137     | 2005 WC7   | 21 nov 2005 | Catalina      | CSS                 | —           | MPC                           |
| 388138     | 2005 WT25  | 21 nov 2005 | Kitt Peak     | Spacewatch          | —           | MPC                           |
| 388139     | 2005 WY29  | 6 nov 2005  | Mount Lemmon  | Mount Lemmon Survey | —           | MPC                           |
| 388140     | 2005 WO31  | 21 nov 2005 | Kitt Peak     | Spacewatch          | Mitidika    | MPC                           |
| 388141     | 2005 WQ31  | 21 nov 2005 | Kitt Peak     | Spacewatch          | —           | MPC                           |
| 388142     | 2005 WR46  | 25 nov 2005 | Kitt Peak     | Spacewatch          | —           | MPC                           |
| 388143     | 2005 WF66  | 22 nov 2005 | Kitt Peak     | Spacewatch          | —           | MPC                           |
| 388144     | 2005 WQ106 | 7 abr 2003  | Kitt Peak     | Spacewatch          | Brangane    | MPC                           |
| 388145     | 2005 WZ119 | 6 nov 2005  | Mount Lemmon  | Mount Lemmon Survey | —           | MPC                           |
| 388146     | 2005 WS137 | 26 nov 2005 | Mount Lemmon  | Mount Lemmon Survey | —           | MPC                           |
| 388147     | 2005 WF155 | 29 nov 2005 | Kitt Peak     | Spacewatch          | —           | MPC                           |
| 388148     | 2005 WP159 | 30 nov 2005 | Kitt Peak     | Spacewatch          | —           | MPC                           |
| 388149     | 2005 WZ195 | 26 nov 2005 | Mount Lemmon  | Mount Lemmon Survey | —           | MPC                           |
| 388150     | 2005 WU197 | 28 out 2005 | Mount Lemmon  | Mount Lemmon Survey | —           | MPC                           |
| 388151     | 2005 WZ210 | 25 nov 2005 | Mount Lemmon  | Mount Lemmon Survey | —           | MPC                           |
| 388152     | 2005 XB38  | 4 dez 2005  | Kitt Peak     | Spacewatch          | —           | MPC                           |
| 388153     | 2005 XX50  | 2 dez 2005  | Kitt Peak     | Spacewatch          | —           | MPC                           |
| 388154     | 2005 YZ9   | 21 dez 2005 | Kitt Peak     | Spacewatch          | —           | MPC                           |
| 388155     | 2005 YX13  | 22 dez 2005 | Kitt Peak     | Spacewatch          | Mitidika    | MPC                           |
| 388156     | 2005 YR18  | 23 dez 2005 | Kitt Peak     | Spacewatch          | —           | MPC                           |
| 388157     | 2005 YD59  | 25 dez 2005 | Kitt Peak     | Spacewatch          | —           | MPC                           |
| 388158     | 2005 YK66  | 25 dez 2005 | Kitt Peak     | Spacewatch          | —           | MPC                           |
| 388159     | 2005 YV70  | 27 dez 2005 | Catalina      | CSS                 | —           | MPC                           |
| 388160     | 2005 YH132 | 25 dez 2005 | Mount Lemmon  | Mount Lemmon Survey | Mitidika    | MPC                           |
| 388161     | 2005 YQ133 | 26 dez 2005 | Kitt Peak     | Spacewatch          | —           | MPC                           |
| 388162     | 2005 YM137 | 26 dez 2005 | Kitt Peak     | Spacewatch          | —           | MPC                           |
| 388163     | 2005 YZ179 | 28 dez 2005 | Mount Lemmon  | Mount Lemmon Survey | —           | MPC                           |
| 388164     | 2005 YH231 | 27 dez 2005 | Mount Lemmon  | Mount Lemmon Survey | Mitidika    | MPC                           |
| 388165     | 2005 YO239 | 29 dez 2005 | Kitt Peak     | Spacewatch          | —           | MPC                           |
| 388166     | 2006 AN28  | 6 jan 2006  | Kitt Peak     | Spacewatch          | —           | MPC                           |
| 388167     | 2006 AN37  | 4 jan 2006  | Kitt Peak     | Spacewatch          | —           | MPC                           |
| 388168     | 2006 AN46  | 5 jan 2006  | Kitt Peak     | Spacewatch          | —           | MPC                           |
| 388169     | 2006 AF62  | 5 jan 2006  | Kitt Peak     | Spacewatch          | —           | MPC                           |
| 388170     | 2006 AP87  | 4 jan 2006  | Kitt Peak     | Spacewatch          | —           | MPC                           |
| 388171     | 2006 AT93  | 7 jan 2006  | Mount Lemmon  | Mount Lemmon Survey | Flora       | MPC                           |
| 388172     | 2006 BW37  | 23 jan 2006 | Mount Lemmon  | Mount Lemmon Survey | Mitidika    | MPC                           |
| 388173     | 2006 BM99  | 28 jan 2006 | Catalina      | CSS                 | Juno        | MPC                           |
| 388174     | 2006 BQ108 | 25 jan 2006 | Kitt Peak     | Spacewatch          | —           | MPC                           |
| 388175     | 2006 BM109 | 31 mar 2003 | Kitt Peak     | Spacewatch          | —           | MPC                           |
| 388176     | 2006 BH127 | 8 jan 2006  | Mount Lemmon  | Mount Lemmon Survey | —           | MPC                           |
| 388177     | 2006 BM130 | 26 jan 2006 | Mount Lemmon  | Mount Lemmon Survey | —           | MPC                           |
| 388178     | 2006 BY137 | 28 jan 2006 | Mount Lemmon  | Mount Lemmon Survey | —           | MPC                           |
| 388179     | 2006 BK147 | 31 jan 2006 | Junk Bond     | D. Healy            | Mitidika    | MPC                           |
| 388180     | 2006 BG155 | 25 jan 2006 | Kitt Peak     | Spacewatch          | —           | MPC                           |
| 388181     | 2006 BS167 | 26 jan 2006 | Mount Lemmon  | Mount Lemmon Survey | —           | MPC                           |
| 388182     | 2006 BB203 | 31 jan 2006 | Kitt Peak     | Spacewatch          | Mitidika    | MPC                           |
| 388183     | 2006 BS232 | 25 mai 2003 | Kitt Peak     | Spacewatch          | —           | MPC                           |
| 388184     | 2006 BY271 | 31 jan 2006 | Siding Spring | SSS                 | —           | MPC                           |
| 388185     | 2006 CX10  | 7 fev 2006  | Socorro       | LINEAR              | —           | MPC                           |
| 388186     | 2006 CM16  | 1 fev 2006  | Mount Lemmon  | Mount Lemmon Survey | —           | MPC                           |
| 388187     | 2006 DN11  | 21 fev 2006 | Catalina      | CSS                 | —           | MPC                           |
| 388188     | 2006 DP14  | 23 fev 2006 | Socorro       | LINEAR              | —           | MPC                           |
| 388189     | 2006 DS14  | 24 fev 2006 | Catalina      | CSS                 | —           | MPC                           |
| 388190     | 2006 DK22  | 20 fev 2006 | Kitt Peak     | Spacewatch          | —           | MPC                           |
| 388191     | 2006 DW29  | 10 jan 2006 | Mount Lemmon  | Mount Lemmon Survey | —           | MPC                           |
| 388192     | 2006 DW45  | 20 fev 2006 | Kitt Peak     | Spacewatch          | —           | MPC                           |
| 388193     | 2006 DM46  | 20 fev 2006 | Kitt Peak     | Spacewatch          | —           | MPC                           |
| 388194     | 2006 DH93  | 24 fev 2006 | Kitt Peak     | Spacewatch          | —           | MPC                           |
| 388195     | 2006 DD94  | 24 fev 2006 | Kitt Peak     | Spacewatch          | —           | MPC                           |
| 388196     | 2006 DX105 | 25 fev 2006 | Mount Lemmon  | Mount Lemmon Survey | —           | MPC                           |
| 388197     | 2006 DX133 | 31 jan 2006 | Kitt Peak     | Spacewatch          | —           | MPC                           |
| 388198     | 2006 DR139 | 25 fev 2006 | Kitt Peak     | Spacewatch          | —           | MPC                           |
| 388199     | 2006 DZ166 | 27 fev 2006 | Kitt Peak     | Spacewatch          | —           | MPC                           |
| 388200     | 2006 DL168 | 11 abr 2002 | Socorro       | LINEAR              | —           | MPC                           |

## 388201–388300
| Designação    | Designação | Descoberta  | Descoberta        | Descobridor(es)     | Categoria | Mais informações / Referência |
| Permanente    | Provisória | Data        | Local             | Descobridor(es)     | Categoria | Mais informações / Referência |
| ------------- | ---------- | ----------- | ----------------- | ------------------- | --------- | ----------------------------- |
| 388201        | 2006 DL193 | 27 fev 2006 | Kitt Peak         | Spacewatch          | Phocaea   | MPC                           |
| 388202        | 2006 DW211 | 24 fev 2006 | Mount Lemmon      | Mount Lemmon Survey | —         | MPC                           |
| 388203        | 2006 DJ216 | 25 fev 2006 | Kitt Peak         | Spacewatch          | —         | MPC                           |
| 388204        | 2006 EY29  | 3 mar 2006  | Kitt Peak         | Spacewatch          | —         | MPC                           |
| 388205        | 2006 EQ36  | 3 mar 2006  | Mount Lemmon      | Mount Lemmon Survey | —         | MPC                           |
| 388206        | 2006 EY74  | 2 mar 2006  | Mount Lemmon      | Mount Lemmon Survey | —         | MPC                           |
| 388207        | 2006 FN33  | 25 mar 2006 | Mount Lemmon      | Mount Lemmon Survey | —         | MPC                           |
| 388208        | 2006 FB41  | 26 mar 2006 | Mount Lemmon      | Mount Lemmon Survey | —         | MPC                           |
| 388209        | 2006 FG45  | 24 mar 2006 | Socorro           | LINEAR              | —         | MPC                           |
| 388210        | 2006 GV19  | 2 abr 2006  | Kitt Peak         | Spacewatch          | Phocaea   | MPC                           |
| 388211        | 2006 GZ32  | 7 abr 2006  | Kitt Peak         | Spacewatch          | —         | MPC                           |
| 388212        | 2006 GE45  | 7 abr 2006  | Kitt Peak         | Spacewatch          | —         | MPC                           |
| 388213        | 2006 GY53  | 2 abr 2006  | Kitt Peak         | Spacewatch          | —         | MPC                           |
| 388214        | 2006 HW17  | 20 abr 2006 | Kitt Peak         | Spacewatch          | —         | MPC                           |
| 388215        | 2006 HV34  | 19 abr 2006 | Mount Lemmon      | Mount Lemmon Survey | —         | MPC                           |
| 388216        | 2006 HC41  | 21 abr 2006 | Kitt Peak         | Spacewatch          | —         | MPC                           |
| 388217        | 2006 HX42  | 24 abr 2006 | Socorro           | LINEAR              | —         | MPC                           |
| 388218        | 2006 HT70  | 25 abr 2006 | Kitt Peak         | Spacewatch          | —         | MPC                           |
| 388219        | 2006 HD79  | 26 abr 2006 | Kitt Peak         | Spacewatch          | —         | MPC                           |
| 388220        | 2006 HX92  | 29 abr 2006 | Kitt Peak         | Spacewatch          | —         | MPC                           |
| 388221        | 2006 HJ103 | 30 abr 2006 | Kitt Peak         | Spacewatch          | —         | MPC                           |
| 388222        | 2006 HM104 | 30 abr 2006 | Kitt Peak         | Spacewatch          | —         | MPC                           |
| 388223        | 2006 JC1   | 3 mai 2006  | Bergisch Gladbach | W. Bickel           | —         | MPC                           |
| 388224        | 2006 JE12  | 1 mai 2006  | Kitt Peak         | Spacewatch          | —         | MPC                           |
| 388225        | 2006 JA18  | 2 mai 2006  | Mount Lemmon      | Mount Lemmon Survey | —         | MPC                           |
| 388226        | 2006 JT26  | 5 mai 2006  | Reedy Creek       | J. Broughton        | —         | MPC                           |
| 388227        | 2006 JG47  | 14 mai 2006 | Palomar           | NEAT                | Koronis   | MPC                           |
| 388228        | 2006 JM54  | 8 mai 2006  | Mount Lemmon      | Mount Lemmon Survey | —         | MPC                           |
| 388229        | 2006 JC81  | 1 mai 2006  | Catalina          | CSS                 | Phocaea   | MPC                           |
| 388230        | 2006 KT12  | 20 mai 2006 | Kitt Peak         | Spacewatch          | —         | MPC                           |
| 388231        | 2006 KC14  | 20 mai 2006 | Palomar           | NEAT                | —         | MPC                           |
| 388232        | 2006 KK17  | 24 abr 2006 | Kitt Peak         | Spacewatch          | —         | MPC                           |
| 388233        | 2006 KT17  | 21 mai 2006 | Kitt Peak         | Spacewatch          | —         | MPC                           |
| 388234        | 2006 KV17  | 21 mai 2006 | Kitt Peak         | Spacewatch          | —         | MPC                           |
| 388235        | 2006 KW17  | 21 mai 2006 | Kitt Peak         | Spacewatch          | —         | MPC                           |
| 388236        | 2006 KZ18  | 21 mai 2006 | Kitt Peak         | Spacewatch          | —         | MPC                           |
| 388237        | 2006 KP22  | 20 mai 2006 | Catalina          | CSS                 | —         | MPC                           |
| 388238        | 2006 KH26  | 20 mai 2006 | Kitt Peak         | Spacewatch          | —         | MPC                           |
| 388239        | 2006 KB29  | 20 mai 2006 | Kitt Peak         | Spacewatch          | —         | MPC                           |
| 388240        | 2006 KE29  | 20 mai 2006 | Kitt Peak         | Spacewatch          | —         | MPC                           |
| 388241        | 2006 KN33  | 20 mai 2006 | Kitt Peak         | Spacewatch          | —         | MPC                           |
| 388242        | 2006 KS39  | 21 mai 2006 | Anderson Mesa     | LONEOS              | —         | MPC                           |
| 388243        | 2006 KU42  | 20 mai 2006 | Kitt Peak         | Spacewatch          | Phocaea   | MPC                           |
| 388244        | 2006 KP44  | 21 mai 2006 | Kitt Peak         | Spacewatch          | —         | MPC                           |
| 388245        | 2006 KR55  | 21 mai 2006 | Kitt Peak         | Spacewatch          | —         | MPC                           |
| 388246        | 2006 KH56  | 22 mai 2006 | Kitt Peak         | Spacewatch          | —         | MPC                           |
| 388247        | 2006 KP57  | 24 nov 2003 | Kitt Peak         | Spacewatch          | —         | MPC                           |
| 388248        | 2006 KD74  | 23 mai 2006 | Kitt Peak         | Spacewatch          | —         | MPC                           |
| 388249        | 2006 KR88  | 24 mai 2006 | Kitt Peak         | Spacewatch          | —         | MPC                           |
| 388250        | 2006 KC90  | 23 mai 2006 | Kitt Peak         | Spacewatch          | —         | MPC                           |
| 388251        | 2006 KJ117 | 29 mai 2006 | Kitt Peak         | Spacewatch          | —         | MPC                           |
| 388252        | 2006 MQ1   | 18 jun 2006 | Kitt Peak         | Spacewatch          | —         | MPC                           |
| 388253        | 2006 MJ14  | 18 jun 2006 | Siding Spring     | SSS                 | —         | MPC                           |
| 388254        | 2006 OF12  | 21 jul 2006 | Palomar           | NEAT                | —         | MPC                           |
| 388255        | 2006 OO16  | 20 jul 2006 | Palomar           | NEAT                | —         | MPC                           |
| 388256        | 2006 OL21  | 25 jul 2006 | Mount Lemmon      | Mount Lemmon Survey | —         | MPC                           |
| 388257        | 2006 PR26  | 15 ago 2006 | Palomar           | NEAT                | —         | MPC                           |
| 388258        | 2006 PG31  | 13 ago 2006 | Palomar           | NEAT                | —         | MPC                           |
| 388259        | 2006 QF1   | 17 ago 2006 | Palomar           | NEAT                | —         | MPC                           |
| 388260        | 2006 QQ3   | 18 ago 2006 | Socorro           | LINEAR              | —         | MPC                           |
| 388261        | 2006 QA16  | 17 ago 2006 | Palomar           | NEAT                | —         | MPC                           |
| 388262        | 2006 QS48  | 21 ago 2006 | Socorro           | LINEAR              | —         | MPC                           |
| 388263        | 2006 QG49  | 21 ago 2006 | Palomar           | NEAT                | —         | MPC                           |
| 388264        | 2006 QV58  | 19 ago 2006 | Anderson Mesa     | LONEOS              | —         | MPC                           |
| 388265        | 2006 QD80  | 24 ago 2006 | Socorro           | LINEAR              | —         | MPC                           |
| 388266        | 2006 QZ95  | 16 ago 2006 | Palomar           | NEAT                | —         | MPC                           |
| 388267        | 2006 QP98  | 22 ago 2006 | Palomar           | NEAT                | —         | MPC                           |
| 388268        | 2006 QR106 | 28 ago 2006 | Catalina          | CSS                 | —         | MPC                           |
| 388269        | 2006 QF120 | 29 ago 2006 | Catalina          | CSS                 | Eos       | MPC                           |
| 388270        | 2006 QE185 | 28 ago 2006 | Kitt Peak         | Spacewatch          | —         | MPC                           |
| 388271        | 2006 RD17  | 14 set 2006 | Catalina          | CSS                 | —         | MPC                           |
| 388272        | 2006 RW39  | 12 set 2006 | Catalina          | CSS                 | —         | MPC                           |
| 388273        | 2006 RZ42  | 14 set 2006 | Kitt Peak         | Spacewatch          | —         | MPC                           |
| 388274        | 2006 RV59  | 15 set 2006 | Kitt Peak         | Spacewatch          | —         | MPC                           |
| 388275        | 2006 RS70  | 15 set 2006 | Kitt Peak         | Spacewatch          | —         | MPC                           |
| 388276        | 2006 RT70  | 15 set 2006 | Kitt Peak         | Spacewatch          | —         | MPC                           |
| 388277        | 2006 RE88  | 15 set 2006 | Kitt Peak         | Spacewatch          | —         | MPC                           |
| 388278        | 2006 RX88  | 15 set 2006 | Kitt Peak         | Spacewatch          | —         | MPC                           |
| 388279        | 2006 RC89  | 15 set 2006 | Kitt Peak         | Spacewatch          | —         | MPC                           |
| 388280        | 2006 RQ100 | 14 set 2006 | Catalina          | CSS                 | —         | MPC                           |
| 388281        | 2006 RW103 | 11 set 2006 | Apache Point      | A. C. Becker        | —         | MPC                           |
| 388282 ʻAkepa | 2006 RC118 | 14 set 2006 | Mauna Kea         | J. Masiero          | —         | MPC                           |
| 388283        | 2006 RJ121 | 15 set 2006 | Kitt Peak         | Spacewatch          | Brangane  | MPC                           |
| 388284        | 2006 SY12  | 17 set 2006 | Kitt Peak         | Spacewatch          | —         | MPC                           |
| 388285        | 2006 SQ22  | 17 set 2006 | Anderson Mesa     | LONEOS              | —         | MPC                           |
| 388286        | 2006 SW57  | 17 set 2006 | Kitt Peak         | Spacewatch          | —         | MPC                           |
| 388287        | 2006 SQ60  | 18 set 2006 | Catalina          | CSS                 | —         | MPC                           |
| 388288        | 2006 SC67  | 19 set 2006 | Kitt Peak         | Spacewatch          | Brangane  | MPC                           |
| 388289        | 2006 SN77  | 20 set 2006 | Calvin-Rehoboth   | L. A. Molnar        | —         | MPC                           |
| 388290        | 2006 SJ79  | 17 set 2006 | Kitt Peak         | Spacewatch          | —         | MPC                           |
| 388291        | 2006 SF81  | 18 set 2006 | Kitt Peak         | Spacewatch          | —         | MPC                           |
| 388292        | 2006 SO81  | 18 set 2006 | Kitt Peak         | Spacewatch          | —         | MPC                           |
| 388293        | 2006 ST99  | 18 set 2006 | Kitt Peak         | Spacewatch          | —         | MPC                           |
| 388294        | 2006 SC102 | 19 set 2006 | Kitt Peak         | Spacewatch          | —         | MPC                           |
| 388295        | 2006 ST114 | 23 set 2006 | Kitt Peak         | Spacewatch          | —         | MPC                           |
| 388296        | 2006 SZ118 | 16 set 2006 | Catalina          | CSS                 | —         | MPC                           |
| 388297        | 2006 SL125 | 20 set 2006 | Catalina          | CSS                 | —         | MPC                           |
| 388298        | 2006 SW140 | 24 set 2006 | Anderson Mesa     | LONEOS              | —         | MPC                           |
| 388299        | 2006 SK145 | 19 set 2006 | Kitt Peak         | Spacewatch          | —         | MPC                           |
| 388300        | 2006 SL146 | 19 set 2006 | Kitt Peak         | Spacewatch          | —         | MPC                           |

## 388301–388400
| Designação | Designação | Descoberta  | Descoberta    | Descobridor(es)       | Categoria | Mais informações / Referência |
| Permanente | Provisória | Data        | Local         | Descobridor(es)       | Categoria | Mais informações / Referência |
| ---------- | ---------- | ----------- | ------------- | --------------------- | --------- | ----------------------------- |
| 388301     | 2006 SG147 | 19 set 2006 | Kitt Peak     | Spacewatch            | —         | MPC                           |
| 388302     | 2006 SG158 | 23 set 2006 | Kitt Peak     | Spacewatch            | —         | MPC                           |
| 388303     | 2006 SQ164 | 25 set 2006 | Kitt Peak     | Spacewatch            | —         | MPC                           |
| 388304     | 2006 SK201 | 24 set 2006 | Kitt Peak     | Spacewatch            | —         | MPC                           |
| 388305     | 2006 SL233 | 26 set 2006 | Kitt Peak     | Spacewatch            | Brangane  | MPC                           |
| 388306     | 2006 SR234 | 26 set 2006 | Kitt Peak     | Spacewatch            | —         | MPC                           |
| 388307     | 2006 SX236 | 26 set 2006 | Mount Lemmon  | Mount Lemmon Survey   | —         | MPC                           |
| 388308     | 2006 SN245 | 26 set 2006 | Kitt Peak     | Spacewatch            | —         | MPC                           |
| 388309     | 2006 SU258 | 26 set 2006 | Kitt Peak     | Spacewatch            | Ursula    | MPC                           |
| 388310     | 2006 SR286 | 21 set 2006 | Anderson Mesa | LONEOS                | —         | MPC                           |
| 388311     | 2006 SQ297 | 25 set 2006 | Mount Lemmon  | Mount Lemmon Survey   | —         | MPC                           |
| 388312     | 2006 SC313 | 27 set 2006 | Kitt Peak     | Spacewatch            | —         | MPC                           |
| 388313     | 2006 SO322 | 27 set 2006 | Kitt Peak     | Spacewatch            | Brangane  | MPC                           |
| 388314     | 2006 SQ323 | 27 set 2006 | Kitt Peak     | Spacewatch            | —         | MPC                           |
| 388315     | 2006 SS323 | 17 set 2006 | Kitt Peak     | Spacewatch            | —         | MPC                           |
| 388316     | 2006 SY326 | 27 set 2006 | Kitt Peak     | Spacewatch            | —         | MPC                           |
| 388317     | 2006 SU331 | 28 set 2006 | Mount Lemmon  | Mount Lemmon Survey   | —         | MPC                           |
| 388318     | 2006 SD332 | 28 set 2006 | Mount Lemmon  | Mount Lemmon Survey   | —         | MPC                           |
| 388319     | 2006 SJ335 | 28 set 2006 | Kitt Peak     | Spacewatch            | —         | MPC                           |
| 388320     | 2006 SJ336 | 28 set 2006 | Kitt Peak     | Spacewatch            | —         | MPC                           |
| 388321     | 2006 SB338 | 28 set 2006 | Kitt Peak     | Spacewatch            | —         | MPC                           |
| 388322     | 2006 SV344 | 28 set 2006 | Kitt Peak     | Spacewatch            | —         | MPC                           |
| 388323     | 2006 SA346 | 28 set 2006 | Kitt Peak     | Spacewatch            | Brangane  | MPC                           |
| 388324     | 2006 SL348 | 28 set 2006 | Kitt Peak     | Spacewatch            | —         | MPC                           |
| 388325     | 2006 SH356 | 30 set 2006 | Catalina      | CSS                   | —         | MPC                           |
| 388326     | 2006 SG362 | 30 set 2006 | Mount Lemmon  | Mount Lemmon Survey   | —         | MPC                           |
| 388327     | 2006 SS362 | 30 set 2006 | Mount Lemmon  | Mount Lemmon Survey   | —         | MPC                           |
| 388328     | 2006 SE375 | 17 set 2006 | Apache Point  | A. C. Becker          | —         | MPC                           |
| 388329     | 2006 SO379 | 20 set 2006 | Apache Point  | A. C. Becker          | Brangane  | MPC                           |
| 388330     | 2006 SR381 | 28 set 2006 | Apache Point  | A. C. Becker          | —         | MPC                           |
| 388331     | 2006 SK385 | 29 set 2006 | Apache Point  | A. C. Becker          | Brangane  | MPC                           |
| 388332     | 2006 SW385 | 29 set 2006 | Apache Point  | A. C. Becker          | —         | MPC                           |
| 388333     | 2006 SZ387 | 30 set 2006 | Apache Point  | A. C. Becker          | Brangane  | MPC                           |
| 388334     | 2006 SE389 | 30 set 2006 | Apache Point  | A. C. Becker          | —         | MPC                           |
| 388335     | 2006 SF412 | 26 set 2006 | Catalina      | CSS                   | —         | MPC                           |
| 388336     | 2006 TY11  | 15 out 2006 | Piszkéstető   | K. Sárneczky, Z. Kuli | —         | MPC                           |
| 388337     | 2006 TK12  | 25 set 2006 | Anderson Mesa | LONEOS                | —         | MPC                           |
| 388338     | 2006 TQ22  | 11 out 2006 | Kitt Peak     | Spacewatch            | —         | MPC                           |
| 388339     | 2006 TY22  | 11 out 2006 | Kitt Peak     | Spacewatch            | —         | MPC                           |
| 388340     | 2006 TP50  | 12 out 2006 | Kitt Peak     | Spacewatch            | —         | MPC                           |
| 388341     | 2006 TN52  | 12 out 2006 | Kitt Peak     | Spacewatch            | Brangane  | MPC                           |
| 388342     | 2006 TL57  | 30 set 2006 | Mount Lemmon  | Mount Lemmon Survey   | —         | MPC                           |
| 388343     | 2006 TP59  | 13 out 2006 | Kitt Peak     | Spacewatch            | Brangane  | MPC                           |
| 388344     | 2006 TW63  | 21 jul 2006 | Mount Lemmon  | Mount Lemmon Survey   | —         | MPC                           |
| 388345     | 2006 TA91  | 27 set 2006 | Mount Lemmon  | Mount Lemmon Survey   | Brangane  | MPC                           |
| 388346     | 2006 TM93  | 15 out 2006 | Kitt Peak     | Spacewatch            | Ursula    | MPC                           |
| 388347     | 2006 TH101 | 2 out 2006  | Mount Lemmon  | Mount Lemmon Survey   | —         | MPC                           |
| 388348     | 2006 TR108 | 11 out 2006 | Apache Point  | A. C. Becker          | —         | MPC                           |
| 388349     | 2006 TF109 | 3 out 2006  | Mount Lemmon  | Mount Lemmon Survey   | —         | MPC                           |
| 388350     | 2006 TX109 | 12 out 2006 | Kitt Peak     | Spacewatch            | —         | MPC                           |
| 388351     | 2006 TA113 | 1 out 2006  | Apache Point  | A. C. Becker          | Brangane  | MPC                           |
| 388352     | 2006 TR113 | 1 out 2006  | Apache Point  | A. C. Becker          | —         | MPC                           |
| 388353     | 2006 TV115 | 2 out 2006  | Apache Point  | A. C. Becker          | —         | MPC                           |
| 388354     | 2006 TY116 | 3 out 2006  | Apache Point  | A. C. Becker          | —         | MPC                           |
| 388355     | 2006 TX117 | 3 out 2006  | Apache Point  | A. C. Becker          | —         | MPC                           |
| 388356     | 2006 TY117 | 3 out 2006  | Apache Point  | A. C. Becker          | —         | MPC                           |
| 388357     | 2006 TA121 | 12 out 2006 | Apache Point  | A. C. Becker          | —         | MPC                           |
| 388358     | 2006 UR19  | 16 out 2006 | Kitt Peak     | Spacewatch            | —         | MPC                           |
| 388359     | 2006 UE20  | 16 out 2006 | Kitt Peak     | Spacewatch            | —         | MPC                           |
| 388360     | 2006 UC25  | 16 out 2006 | Kitt Peak     | Spacewatch            | —         | MPC                           |
| 388361     | 2006 UK33  | 16 out 2006 | Kitt Peak     | Spacewatch            | —         | MPC                           |
| 388362     | 2006 UQ34  | 16 out 2006 | Kitt Peak     | Spacewatch            | —         | MPC                           |
| 388363     | 2006 UW34  | 16 out 2006 | Kitt Peak     | Spacewatch            | —         | MPC                           |
| 388364     | 2006 UK36  | 27 set 2006 | Mount Lemmon  | Mount Lemmon Survey   | —         | MPC                           |
| 388365     | 2006 UM43  | 16 out 2006 | Kitt Peak     | Spacewatch            | Brangane  | MPC                           |
| 388366     | 2006 UT46  | 16 out 2006 | Kitt Peak     | Spacewatch            | Juno      | MPC                           |
| 388367     | 2006 UR47  | 17 out 2006 | Kitt Peak     | Spacewatch            | —         | MPC                           |
| 388368     | 2006 UD52  | 17 out 2006 | Mount Lemmon  | Mount Lemmon Survey   | —         | MPC                           |
| 388369     | 2006 UN62  | 19 out 2006 | Kitt Peak     | Spacewatch            | —         | MPC                           |
| 388370     | 2006 UT62  | 20 out 2006 | Nogales       | J.-C. Merlin          | Ursula    | MPC                           |
| 388371     | 2006 UU63  | 22 out 2006 | Mount Lemmon  | Mount Lemmon Survey   | —         | MPC                           |
| 388372     | 2006 UJ70  | 16 out 2006 | Kitt Peak     | Spacewatch            | —         | MPC                           |
| 388373     | 2006 UQ77  | 17 out 2006 | Kitt Peak     | Spacewatch            | —         | MPC                           |
| 388374     | 2006 UE79  | 17 out 2006 | Kitt Peak     | Spacewatch            | —         | MPC                           |
| 388375     | 2006 UC129 | 19 out 2006 | Kitt Peak     | Spacewatch            | Brangane  | MPC                           |
| 388376     | 2006 UW158 | 21 out 2006 | Mount Lemmon  | Mount Lemmon Survey   | —         | MPC                           |
| 388377     | 2006 UY160 | 21 out 2006 | Mount Lemmon  | Mount Lemmon Survey   | —         | MPC                           |
| 388378     | 2006 UE207 | 23 out 2006 | Kitt Peak     | Spacewatch            | —         | MPC                           |
| 388379     | 2006 UF211 | 23 out 2006 | Kitt Peak     | Spacewatch            | —         | MPC                           |
| 388380     | 2006 UW225 | 20 out 2006 | Palomar       | NEAT                  | Brangane  | MPC                           |
| 388381     | 2006 UF234 | 22 out 2006 | Kitt Peak     | Spacewatch            | —         | MPC                           |
| 388382     | 2006 US258 | 28 out 2006 | Mount Lemmon  | Mount Lemmon Survey   | —         | MPC                           |
| 388383     | 2006 UG264 | 27 out 2006 | Kitt Peak     | Spacewatch            | —         | MPC                           |
| 388384     | 2006 UM267 | 27 out 2006 | Mount Lemmon  | Mount Lemmon Survey   | Brangane  | MPC                           |
| 388385     | 2006 US268 | 27 out 2006 | Mount Lemmon  | Mount Lemmon Survey   | —         | MPC                           |
| 388386     | 2006 UP271 | 27 out 2006 | Mount Lemmon  | Mount Lemmon Survey   | Mitidika  | MPC                           |
| 388387     | 2006 UC275 | 28 out 2006 | Kitt Peak     | Spacewatch            | —         | MPC                           |
| 388388     | 2006 US291 | 22 out 2006 | Apache Point  | SDSS                  | Brangane  | MPC                           |
| 388389     | 2006 UD323 | 19 out 2006 | Kitt Peak     | M. W. Buie            | —         | MPC                           |
| 388390     | 2006 US328 | 19 out 2006 | Kitt Peak     | Spacewatch            | —         | MPC                           |
| 388391     | 2006 UX328 | 21 out 2006 | Mount Lemmon  | Mount Lemmon Survey   | —         | MPC                           |
| 388392     | 2006 UR332 | 21 out 2006 | Apache Point  | A. C. Becker          | —         | MPC                           |
| 388393     | 2006 UA346 | 17 out 2006 | Mount Lemmon  | Mount Lemmon Survey   | —         | MPC                           |
| 388394     | 2006 UV360 | 30 out 2006 | Catalina      | CSS                   | —         | MPC                           |
| 388395     | 2006 VL26  | 10 nov 2006 | Kitt Peak     | Spacewatch            | —         | MPC                           |
| 388396     | 2006 VS31  | 11 nov 2006 | Kitt Peak     | Spacewatch            | —         | MPC                           |
| 388397     | 2006 VT32  | 15 out 2006 | Kitt Peak     | Spacewatch            | —         | MPC                           |
| 388398     | 2006 VS33  | 11 nov 2006 | Mount Lemmon  | Mount Lemmon Survey   | Ursula    | MPC                           |
| 388399     | 2006 VP47  | 9 nov 2006  | Kitt Peak     | Spacewatch            | —         | MPC                           |
| 388400     | 2006 VL49  | 10 nov 2006 | Kitt Peak     | Spacewatch            | —         | MPC                           |

## 388401–388500
| Designação | Designação | Descoberta  | Descoberta       | Descobridor(es)     | Categoria | Mais informações / Referência |
| Permanente | Provisória | Data        | Local            | Descobridor(es)     | Categoria | Mais informações / Referência |
| ---------- | ---------- | ----------- | ---------------- | ------------------- | --------- | ----------------------------- |
| 388401     | 2006 VZ62  | 17 out 2006 | Catalina         | CSS                 | Ursula    | MPC                           |
| 388402     | 2006 VP71  | 11 nov 2006 | Mount Lemmon     | Mount Lemmon Survey | —         | MPC                           |
| 388403     | 2006 VO120 | 14 nov 2006 | Kitt Peak        | Spacewatch          | —         | MPC                           |
| 388404     | 2006 WG41  | 16 nov 2006 | Kitt Peak        | Spacewatch          | —         | MPC                           |
| 388405     | 2006 WS42  | 16 nov 2006 | Kitt Peak        | Spacewatch          | Ursula    | MPC                           |
| 388406     | 2006 WJ48  | 16 nov 2006 | Kitt Peak        | Spacewatch          | —         | MPC                           |
| 388407     | 2006 WC56  | 16 nov 2006 | Kitt Peak        | Spacewatch          | —         | MPC                           |
| 388408     | 2006 WM71  | 18 nov 2006 | Kitt Peak        | Spacewatch          | —         | MPC                           |
| 388409     | 2006 WG93  | 19 nov 2006 | Kitt Peak        | Spacewatch          | —         | MPC                           |
| 388410     | 2006 WF97  | 15 out 1995 | Kitt Peak        | Spacewatch          | —         | MPC                           |
| 388411     | 2006 WF100 | 16 out 2006 | Catalina         | CSS                 | —         | MPC                           |
| 388412     | 2006 WL104 | 11 nov 2006 | Kitt Peak        | Spacewatch          | —         | MPC                           |
| 388413     | 2006 WY157 | 22 nov 2006 | Kitt Peak        | Spacewatch          | —         | MPC                           |
| 388414     | 2006 WD163 | 23 nov 2006 | Kitt Peak        | Spacewatch          | —         | MPC                           |
| 388415     | 2006 WJ175 | 23 nov 2006 | Kitt Peak        | Spacewatch          | —         | MPC                           |
| 388416     | 2006 WR178 | 24 nov 2006 | Mount Lemmon     | Mount Lemmon Survey | Brangane  | MPC                           |
| 388417     | 2006 WB205 | 18 nov 2006 | Kitt Peak        | Spacewatch          | —         | MPC                           |
| 388418     | 2006 XX49  | 13 dez 2006 | Mount Lemmon     | Mount Lemmon Survey | —         | MPC                           |
| 388419     | 2006 XL51  | 14 dez 2006 | Kitt Peak        | Spacewatch          | —         | MPC                           |
| 388420     | 2006 XQ59  | 14 dez 2006 | Kitt Peak        | Spacewatch          | —         | MPC                           |
| 388421     | 2006 XF63  | 14 dez 2006 | Marly            | P. Kocher           | —         | MPC                           |
| 388422     | 2006 YF8   | 20 dez 2006 | Mount Lemmon     | Mount Lemmon Survey | —         | MPC                           |
| 388423     | 2006 YH15  | 18 fev 2004 | Kitt Peak        | Spacewatch          | —         | MPC                           |
| 388424     | 2006 YT32  | 21 dez 2006 | Kitt Peak        | Spacewatch          | —         | MPC                           |
| 388425     | 2006 YK52  | 21 dez 2006 | Kitt Peak        | Spacewatch          | —         | MPC                           |
| 388426     | 2007 AR    | 8 jan 2007  | Catalina         | CSS                 | —         | MPC                           |
| 388427     | 2007 AQ1   | 8 jan 2007  | Mount Lemmon     | Mount Lemmon Survey | —         | MPC                           |
| 388428     | 2007 BX8   | 17 jan 2007 | Kitt Peak        | Spacewatch          | —         | MPC                           |
| 388429     | 2007 BE10  | 17 jan 2007 | Kitt Peak        | Spacewatch          | —         | MPC                           |
| 388430     | 2007 BN28  | 24 jan 2007 | Mount Lemmon     | Mount Lemmon Survey | —         | MPC                           |
| 388431     | 2007 BQ40  | 24 jan 2007 | Mount Lemmon     | Mount Lemmon Survey | —         | MPC                           |
| 388432     | 2007 BQ48  | 26 jan 2007 | Kitt Peak        | Spacewatch          | —         | MPC                           |
| 388433     | 2007 BW55  | 24 jan 2007 | Socorro          | LINEAR              | —         | MPC                           |
| 388434     | 2007 BY65  | 27 jan 2007 | Mount Lemmon     | Mount Lemmon Survey | —         | MPC                           |
| 388435     | 2007 BP69  | 1 dez 2006  | Mount Lemmon     | Mount Lemmon Survey | —         | MPC                           |
| 388436     | 2007 BY75  | 27 jan 2007 | Kitt Peak        | Spacewatch          | —         | MPC                           |
| 388437     | 2007 BH77  | 17 jan 2007 | Kitt Peak        | Spacewatch          | —         | MPC                           |
| 388438     | 2007 BV77  | 17 jan 2007 | Kitt Peak        | Spacewatch          | —         | MPC                           |
| 388439     | 2007 BL81  | 27 jan 2007 | Kitt Peak        | Spacewatch          | —         | MPC                           |
| 388440     | 2007 CH10  | 6 fev 2007  | Mount Lemmon     | Mount Lemmon Survey | —         | MPC                           |
| 388441     | 2007 CT15  | 6 fev 2007  | Palomar          | NEAT                | —         | MPC                           |
| 388442     | 2007 CW16  | 8 fev 2007  | Mount Lemmon     | Mount Lemmon Survey | —         | MPC                           |
| 388443     | 2007 CZ20  | 6 fev 2007  | Mount Lemmon     | Mount Lemmon Survey | —         | MPC                           |
| 388444     | 2007 CC22  | 17 jan 2007 | Kitt Peak        | Spacewatch          | —         | MPC                           |
| 388445     | 2007 CG46  | 8 fev 2007  | Palomar          | NEAT                | —         | MPC                           |
| 388446     | 2007 CG48  | 10 fev 2007 | Mount Lemmon     | Mount Lemmon Survey | —         | MPC                           |
| 388447     | 2007 CH62  | 10 fev 2007 | Catalina         | CSS                 | —         | MPC                           |
| 388448     | 2007 DY2   | 16 fev 2007 | Catalina         | CSS                 | —         | MPC                           |
| 388449     | 2007 DO3   | 16 fev 2007 | Mount Lemmon     | Mount Lemmon Survey | —         | MPC                           |
| 388450     | 2007 DX7   | 29 jan 2007 | Kitt Peak        | Spacewatch          | —         | MPC                           |
| 388451     | 2007 DJ14  | 17 fev 2007 | Kitt Peak        | Spacewatch          | —         | MPC                           |
| 388452     | 2007 DF19  | 17 fev 2007 | Kitt Peak        | Spacewatch          | —         | MPC                           |
| 388453     | 2007 DA26  | 17 fev 2007 | Kitt Peak        | Spacewatch          | —         | MPC                           |
| 388454     | 2007 DY29  | 17 fev 2007 | Kitt Peak        | Spacewatch          | —         | MPC                           |
| 388455     | 2007 DR32  | 17 fev 2007 | Kitt Peak        | Spacewatch          | —         | MPC                           |
| 388456     | 2007 DL33  | 17 fev 2007 | Kitt Peak        | Spacewatch          | —         | MPC                           |
| 388457     | 2007 DV33  | 17 fev 2007 | Kitt Peak        | Spacewatch          | —         | MPC                           |
| 388458     | 2007 DS36  | 17 fev 2007 | Kitt Peak        | Spacewatch          | —         | MPC                           |
| 388459     | 2007 DF43  | 30 jan 2000 | Kitt Peak        | Spacewatch          | —         | MPC                           |
| 388460     | 2007 DQ43  | 17 fev 2007 | Goodricke-Pigott | R. A. Tucker        | —         | MPC                           |
| 388461     | 2007 DZ53  | 21 fev 2007 | Kitt Peak        | Spacewatch          | —         | MPC                           |
| 388462     | 2007 DC56  | 21 fev 2007 | Socorro          | LINEAR              | —         | MPC                           |
| 388463     | 2007 DK64  | 21 fev 2007 | Kitt Peak        | Spacewatch          | —         | MPC                           |
| 388464     | 2007 DV70  | 21 fev 2007 | Kitt Peak        | Spacewatch          | —         | MPC                           |
| 388465     | 2007 DS72  | 21 fev 2007 | Kitt Peak        | Spacewatch          | —         | MPC                           |
| 388466     | 2007 DD75  | 21 fev 2007 | Mount Lemmon     | Mount Lemmon Survey | —         | MPC                           |
| 388467     | 2007 DZ76  | 22 fev 2007 | Catalina         | CSS                 | —         | MPC                           |
| 388468     | 2007 DB83  | 24 fev 2007 | Črni Vrh         | S. Matičič          | —         | MPC                           |
| 388469     | 2007 DN85  | 21 fev 2007 | Mount Lemmon     | Mount Lemmon Survey | —         | MPC                           |
| 388470     | 2007 DT85  | 21 fev 2007 | Mount Lemmon     | Mount Lemmon Survey | —         | MPC                           |
| 388471     | 2007 DS95  | 23 fev 2007 | Kitt Peak        | Spacewatch          | —         | MPC                           |
| 388472     | 2007 DD99  | 25 fev 2007 | Mount Lemmon     | Mount Lemmon Survey | —         | MPC                           |
| 388473     | 2007 DS99  | 25 fev 2007 | Mount Lemmon     | Mount Lemmon Survey | —         | MPC                           |
| 388474     | 2007 DF105 | 26 fev 2007 | Mount Lemmon     | Mount Lemmon Survey | —         | MPC                           |
| 388475     | 2007 EC1   | 6 mar 2007  | Palomar          | NEAT                | —         | MPC                           |
| 388476     | 2007 EQ7   | 9 mar 2007  | Mount Lemmon     | Mount Lemmon Survey | —         | MPC                           |
| 388477     | 2007 EG8   | 9 mar 2007  | Palomar          | NEAT                | —         | MPC                           |
| 388478     | 2007 EM28  | 9 mar 2007  | Palomar          | NEAT                | —         | MPC                           |
| 388479     | 2007 ET29  | 9 mar 2007  | Kitt Peak        | Spacewatch          | —         | MPC                           |
| 388480     | 2007 EE31  | 6 fev 2007  | Kitt Peak        | Spacewatch          | —         | MPC                           |
| 388481     | 2007 EB44  | 9 mar 2007  | Kitt Peak        | Spacewatch          | —         | MPC                           |
| 388482     | 2007 EU45  | 9 mar 2007  | Kitt Peak        | Spacewatch          | —         | MPC                           |
| 388483     | 2007 EP47  | 9 mar 2007  | Mount Lemmon     | Mount Lemmon Survey | —         | MPC                           |
| 388484     | 2007 EY47  | 9 mar 2007  | Kitt Peak        | Spacewatch          | —         | MPC                           |
| 388485     | 2007 EP64  | 10 mar 2007 | Kitt Peak        | Spacewatch          | —         | MPC                           |
| 388486     | 2007 EP68  | 10 mar 2007 | Kitt Peak        | Spacewatch          | —         | MPC                           |
| 388487     | 2007 EL71  | 10 mar 2007 | Kitt Peak        | Spacewatch          | —         | MPC                           |
| 388488     | 2007 ED72  | 10 mar 2007 | Kitt Peak        | Spacewatch          | —         | MPC                           |
| 388489     | 2007 EA74  | 10 mar 2007 | Kitt Peak        | Spacewatch          | —         | MPC                           |
| 388490     | 2007 EL75  | 10 mar 2007 | Kitt Peak        | Spacewatch          | —         | MPC                           |
| 388491     | 2007 EZ78  | 10 mar 2007 | Palomar          | NEAT                | —         | MPC                           |
| 388492     | 2007 ET79  | 10 mar 2007 | Mount Lemmon     | Mount Lemmon Survey | Mitidika  | MPC                           |
| 388493     | 2007 EX90  | 9 mar 2007  | Mount Lemmon     | Mount Lemmon Survey | —         | MPC                           |
| 388494     | 2007 EY94  | 20 out 2001 | Socorro          | LINEAR              | —         | MPC                           |
| 388495     | 2007 EQ96  | 10 mar 2007 | Mount Lemmon     | Mount Lemmon Survey | Mitidika  | MPC                           |
| 388496     | 2007 EM97  | 11 mar 2007 | Kitt Peak        | Spacewatch          | —         | MPC                           |
| 388497     | 2007 EC105 | 11 mar 2007 | Mount Lemmon     | Mount Lemmon Survey | —         | MPC                           |
| 388498     | 2007 ES105 | 11 mar 2007 | Kitt Peak        | Spacewatch          | —         | MPC                           |
| 388499     | 2007 EK107 | 11 mar 2007 | Kitt Peak        | Spacewatch          | —         | MPC                           |
| 388500     | 2007 EA110 | 11 mar 2007 | Kitt Peak        | Spacewatch          | —         | MPC                           |

## 388501–388600
| Designação | Designação | Descoberta  | Descoberta      | Descobridor(es)       | Categoria | Mais informações / Referência |
| Permanente | Provisória | Data        | Local           | Descobridor(es)       | Categoria | Mais informações / Referência |
| ---------- | ---------- | ----------- | --------------- | --------------------- | --------- | ----------------------------- |
| 388501     | 2007 EE113 | 12 mar 2007 | Kitt Peak       | Spacewatch            | —         | MPC                           |
| 388502     | 2007 ED132 | 9 mar 2007  | Mount Lemmon    | Mount Lemmon Survey   | —         | MPC                           |
| 388503     | 2007 EH136 | 10 mar 2007 | Mount Lemmon    | Mount Lemmon Survey   | —         | MPC                           |
| 388504     | 2007 EW136 | 10 mar 2007 | Palomar         | NEAT                  | —         | MPC                           |
| 388505     | 2007 EB146 | 12 mar 2007 | Mount Lemmon    | Mount Lemmon Survey   | —         | MPC                           |
| 388506     | 2007 ER156 | 12 mar 2007 | Kitt Peak       | Spacewatch            | —         | MPC                           |
| 388507     | 2007 EW159 | 14 mar 2007 | Mount Lemmon    | Mount Lemmon Survey   | —         | MPC                           |
| 388508     | 2007 EM167 | 12 mar 2007 | Kitt Peak       | Spacewatch            | —         | MPC                           |
| 388509     | 2007 EC173 | 14 mar 2007 | Kitt Peak       | Spacewatch            | —         | MPC                           |
| 388510     | 2007 EB189 | 13 mar 2007 | Mount Lemmon    | Mount Lemmon Survey   | —         | MPC                           |
| 388511     | 2007 EZ195 | 15 mar 2007 | Mount Lemmon    | Mount Lemmon Survey   | —         | MPC                           |
| 388512     | 2007 EW206 | 13 mar 2007 | Mount Lemmon    | Mount Lemmon Survey   | —         | MPC                           |
| 388513     | 2007 EQ214 | 13 mar 2007 | Kitt Peak       | Spacewatch            | —         | MPC                           |
| 388514     | 2007 EO217 | 11 mar 2007 | Mount Lemmon    | Mount Lemmon Survey   | —         | MPC                           |
| 388515     | 2007 FE18  | 17 mar 2007 | Socorro         | LINEAR                | —         | MPC                           |
| 388516     | 2007 FT24  | 20 mar 2007 | Mount Lemmon    | Mount Lemmon Survey   | Mitidika  | MPC                           |
| 388517     | 2007 GJ6   | 11 abr 2007 | Socorro         | LINEAR                | —         | MPC                           |
| 388518     | 2007 GU22  | 11 abr 2007 | Mount Lemmon    | Mount Lemmon Survey   | —         | MPC                           |
| 388519     | 2007 GE26  | 14 abr 2007 | Mount Lemmon    | Mount Lemmon Survey   | —         | MPC                           |
| 388520     | 2007 GN31  | 23 fev 2007 | Mount Lemmon    | Mount Lemmon Survey   | Mitidika  | MPC                           |
| 388521     | 2007 GV32  | 11 mar 2007 | Kitt Peak       | Spacewatch            | —         | MPC                           |
| 388522     | 2007 GM40  | 14 abr 2007 | Kitt Peak       | Spacewatch            | Mitidika  | MPC                           |
| 388523     | 2007 GK45  | 14 abr 2007 | Kitt Peak       | Spacewatch            | —         | MPC                           |
| 388524     | 2007 GF47  | 14 abr 2007 | Kitt Peak       | Spacewatch            | —         | MPC                           |
| 388525     | 2007 GJ47  | 14 abr 2007 | Kitt Peak       | Spacewatch            | —         | MPC                           |
| 388526     | 2007 GD48  | 14 abr 2007 | Kitt Peak       | Spacewatch            | Mitidika  | MPC                           |
| 388527     | 2007 GR52  | 14 abr 2007 | Kitt Peak       | Spacewatch            | —         | MPC                           |
| 388528     | 2007 GS58  | 15 abr 2007 | Mount Lemmon    | Mount Lemmon Survey   | —         | MPC                           |
| 388529     | 2007 GS60  | 15 abr 2007 | Kitt Peak       | Spacewatch            | —         | MPC                           |
| 388530     | 2007 GF63  | 15 abr 2007 | Kitt Peak       | Spacewatch            | —         | MPC                           |
| 388531     | 2007 HO2   | 16 abr 2007 | Mount Lemmon    | Mount Lemmon Survey   | —         | MPC                           |
| 388532     | 2007 HV5   | 16 abr 2007 | Catalina        | CSS                   | —         | MPC                           |
| 388533     | 2007 HO6   | 16 abr 2007 | Anderson Mesa   | LONEOS                | —         | MPC                           |
| 388534     | 2007 HF22  | 18 abr 2007 | Kitt Peak       | Spacewatch            | —         | MPC                           |
| 388535     | 2007 HN31  | 19 abr 2007 | Kitt Peak       | Spacewatch            | Juno      | MPC                           |
| 388536     | 2007 HR42  | 22 abr 2007 | Mount Lemmon    | Mount Lemmon Survey   | —         | MPC                           |
| 388537     | 2007 HW47  | 20 abr 2007 | Kitt Peak       | Spacewatch            | —         | MPC                           |
| 388538     | 2007 HP58  | 23 abr 2007 | Catalina        | CSS                   | —         | MPC                           |
| 388539     | 2007 HT62  | 22 abr 2007 | Mount Lemmon    | Mount Lemmon Survey   | —         | MPC                           |
| 388540     | 2007 HG81  | 25 abr 2007 | Mount Lemmon    | Mount Lemmon Survey   | Mitidika  | MPC                           |
| 388541     | 2007 HS84  | 22 abr 2007 | Kitt Peak       | Spacewatch            | —         | MPC                           |
| 388542     | 2007 HQ85  | 24 abr 2007 | Kitt Peak       | Spacewatch            | —         | MPC                           |
| 388543     | 2007 HF95  | 19 abr 2007 | Mount Lemmon    | Mount Lemmon Survey   | —         | MPC                           |
| 388544     | 2007 JC4   | 7 mai 2007  | Kitt Peak       | Spacewatch            | —         | MPC                           |
| 388545     | 2007 JB16  | 9 mai 2007  | Lulin           | LUSS                  | —         | MPC                           |
| 388546     | 2007 JA18  | 8 mai 2007  | Anderson Mesa   | LONEOS                | —         | MPC                           |
| 388547     | 2007 JM31  | 12 mai 2007 | Mount Lemmon    | Mount Lemmon Survey   | Mitidika  | MPC                           |
| 388548     | 2007 JZ31  | 12 mai 2007 | Mount Lemmon    | Mount Lemmon Survey   | —         | MPC                           |
| 388549     | 2007 LQ15  | 8 jun 2007  | Catalina        | CSS                   | —         | MPC                           |
| 388550     | 2007 LX24  | 8 out 2004  | Kitt Peak       | Spacewatch            | —         | MPC                           |
| 388551     | 2007 MJ2   | 16 jun 2007 | Kitt Peak       | Spacewatch            | —         | MPC                           |
| 388552     | 2007 MZ8   | 19 jun 2007 | Kitt Peak       | Spacewatch            | —         | MPC                           |
| 388553     | 2007 MK27  | 23 jun 2007 | Kitt Peak       | Spacewatch            | Juno      | MPC                           |
| 388554     | 2007 NA1   | 11 jul 2007 | La Sagra        | Mallorca Obs.         | —         | MPC                           |
| 388555     | 2007 NE6   | 10 jul 2007 | Siding Spring   | SSS                   | —         | MPC                           |
| 388556     | 2007 OD2   | 19 jul 2007 | Tiki            | S. F. Hönig, N. Teamo | —         | MPC                           |
| 388557     | 2007 PS7   | 10 ago 2007 | Kitt Peak       | Spacewatch            | —         | MPC                           |
| 388558     | 2007 PO8   | 18 jul 2007 | Mount Lemmon    | Mount Lemmon Survey   | —         | MPC                           |
| 388559     | 2007 PB14  | 8 ago 2007  | Socorro         | LINEAR                | —         | MPC                           |
| 388560     | 2007 PY17  | 19 set 1973 | Palomar         | PLS                   | —         | MPC                           |
| 388561     | 2007 PG36  | 13 ago 2007 | Socorro         | LINEAR                | —         | MPC                           |
| 388562     | 2007 PQ39  | 11 ago 2007 | Anderson Mesa   | LONEOS                | —         | MPC                           |
| 388563     | 2007 PC43  | 9 ago 2007  | Socorro         | LINEAR                | Phocaea   | MPC                           |
| 388564     | 2007 QB5   | 31 ago 2007 | Siding Spring   | K. Sárneczky, L. Kiss | —         | MPC                           |
| 388565     | 2007 QX6   | 21 ago 2007 | Anderson Mesa   | LONEOS                | —         | MPC                           |
| 388566     | 2007 QQ10  | 10 ago 2007 | Kitt Peak       | Spacewatch            | —         | MPC                           |
| 388567     | 2007 QX14  | 24 ago 2007 | Purple Mountain | PMO NEO               | —         | MPC                           |
| 388568     | 2007 QW15  | 16 ago 2007 | Purple Mountain | PMO NEO               | —         | MPC                           |
| 388569     | 2007 QE16  | 22 ago 2007 | Anderson Mesa   | LONEOS                | —         | MPC                           |
| 388570     | 2007 RT2   | 2 set 2007  | Mount Lemmon    | Mount Lemmon Survey   | —         | MPC                           |
| 388571     | 2007 RZ31  | 5 set 2007  | Catalina        | CSS                   | —         | MPC                           |
| 388572     | 2007 RX33  | 5 set 2007  | Mount Lemmon    | Mount Lemmon Survey   | —         | MPC                           |
| 388573     | 2007 RB36  | 8 set 2007  | Anderson Mesa   | LONEOS                | —         | MPC                           |
| 388574     | 2007 RB43  | 9 set 2007  | Kitt Peak       | Spacewatch            | —         | MPC                           |
| 388575     | 2007 RO57  | 9 set 2007  | Kitt Peak       | Spacewatch            | —         | MPC                           |
| 388576     | 2007 RN69  | 10 set 2007 | Kitt Peak       | Spacewatch            | —         | MPC                           |
| 388577     | 2007 RC71  | 10 set 2007 | Kitt Peak       | Spacewatch            | —         | MPC                           |
| 388578     | 2007 RV73  | 10 ago 2007 | Kitt Peak       | Spacewatch            | —         | MPC                           |
| 388579     | 2007 RC75  | 10 set 2007 | Mount Lemmon    | Mount Lemmon Survey   | —         | MPC                           |
| 388580     | 2007 RC82  | 10 set 2007 | Mount Lemmon    | Mount Lemmon Survey   | —         | MPC                           |
| 388581     | 2007 RB90  | 10 set 2007 | Mount Lemmon    | Mount Lemmon Survey   | —         | MPC                           |
| 388582     | 2007 RY91  | 10 set 2007 | Mount Lemmon    | Mount Lemmon Survey   | —         | MPC                           |
| 388583     | 2007 RE97  | 10 set 2007 | Mount Lemmon    | Mount Lemmon Survey   | —         | MPC                           |
| 388584     | 2007 RZ101 | 11 set 2007 | Catalina        | CSS                   | Juno      | MPC                           |
| 388585     | 2007 RQ105 | 24 ago 2007 | Kitt Peak       | Spacewatch            | —         | MPC                           |
| 388586     | 2007 RU115 | 11 set 2007 | Kitt Peak       | Spacewatch            | —         | MPC                           |
| 388587     | 2007 RW122 | 12 set 2007 | Mount Lemmon    | Mount Lemmon Survey   | —         | MPC                           |
| 388588     | 2007 RC126 | 12 set 2007 | Catalina        | CSS                   | Juno      | MPC                           |
| 388589     | 2007 RH129 | 28 set 2003 | Kitt Peak       | Spacewatch            | —         | MPC                           |
| 388590     | 2007 RE130 | 12 set 2007 | Anderson Mesa   | LONEOS                | Juno      | MPC                           |
| 388591     | 2007 RO138 | 11 set 2007 | Mount Lemmon    | Mount Lemmon Survey   | —         | MPC                           |
| 388592     | 2007 RZ143 | 14 set 2007 | Socorro         | LINEAR                | —         | MPC                           |
| 388593     | 2007 RX145 | 14 set 2007 | Socorro         | LINEAR                | Juno      | MPC                           |
| 388594     | 2007 RQ169 | 10 set 2007 | Kitt Peak       | Spacewatch            | —         | MPC                           |
| 388595     | 2007 RW169 | 24 ago 2007 | Kitt Peak       | Spacewatch            | —         | MPC                           |
| 388596     | 2007 RX177 | 10 set 2007 | Kitt Peak       | Spacewatch            | —         | MPC                           |
| 388597     | 2007 RY179 | 10 set 2007 | Mount Lemmon    | Mount Lemmon Survey   | Brangane  | MPC                           |
| 388598     | 2007 RX181 | 11 set 2007 | Mount Lemmon    | Mount Lemmon Survey   | —         | MPC                           |
| 388599     | 2007 RQ183 | 12 set 2007 | Mount Lemmon    | Mount Lemmon Survey   | Eos       | MPC                           |
| 388600     | 2007 RF187 | 13 set 2007 | Mount Lemmon    | Mount Lemmon Survey   | —         | MPC                           |

## 388601–388700
| Designação | Designação | Descoberta  | Descoberta       | Descobridor(es)     | Categoria | Mais informações / Referência |
| Permanente | Provisória | Data        | Local            | Descobridor(es)     | Categoria | Mais informações / Referência |
| ---------- | ---------- | ----------- | ---------------- | ------------------- | --------- | ----------------------------- |
| 388601     | 2007 RM191 | 11 set 2007 | Kitt Peak        | Spacewatch          | —         | MPC                           |
| 388602     | 2007 RX202 | 13 set 2007 | Kitt Peak        | Spacewatch          | —         | MPC                           |
| 388603     | 2007 RJ231 | 11 set 2007 | Mount Lemmon     | Mount Lemmon Survey | —         | MPC                           |
| 388604     | 2007 RO243 | 15 set 2007 | Socorro          | LINEAR              | —         | MPC                           |
| 388605     | 2007 RF246 | 10 ago 2007 | Kitt Peak        | Spacewatch          | —         | MPC                           |
| 388606     | 2007 RD273 | 15 set 2007 | Kitt Peak        | Spacewatch          | —         | MPC                           |
| 388607     | 2007 RB284 | 9 set 2007  | Mount Lemmon     | Mount Lemmon Survey | —         | MPC                           |
| 388608     | 2007 RD287 | 8 set 2007  | Mount Lemmon     | Mount Lemmon Survey | —         | MPC                           |
| 388609     | 2007 RG296 | 14 set 2007 | Mount Lemmon     | Mount Lemmon Survey | —         | MPC                           |
| 388610     | 2007 RC300 | 24 nov 2003 | Kitt Peak        | Spacewatch          | —         | MPC                           |
| 388611     | 2007 RL302 | 15 set 2007 | Mount Lemmon     | Mount Lemmon Survey | Eos       | MPC                           |
| 388612     | 2007 RM308 | 12 set 2007 | Mount Lemmon     | Mount Lemmon Survey | —         | MPC                           |
| 388613     | 2007 RX314 | 4 set 2007  | Mount Lemmon     | Mount Lemmon Survey | —         | MPC                           |
| 388614     | 2007 SE5   | 18 set 2007 | Socorro          | LINEAR              | —         | MPC                           |
| 388615     | 2007 SO5   | 19 set 2007 | Socorro          | LINEAR              | —         | MPC                           |
| 388616     | 2007 SL19  | 21 set 2007 | Kitt Peak        | Spacewatch          | —         | MPC                           |
| 388617     | 2007 TO7   | 7 out 2007  | Pla D'Arguines   | R. Ferrando         | —         | MPC                           |
| 388618     | 2007 TS18  | 8 out 2007  | La Sagra         | Mallorca Obs.       | Juno      | MPC                           |
| 388619     | 2007 TT20  | 8 out 2007  | Cordell-Lorenz   | Cordell–Lorenz Obs. | —         | MPC                           |
| 388620     | 2007 TQ22  | 9 out 2007  | Mount Lemmon     | Mount Lemmon Survey | —         | MPC                           |
| 388621     | 2007 TN28  | 4 out 2007  | Kitt Peak        | Spacewatch          | —         | MPC                           |
| 388622     | 2007 TO37  | 4 out 2007  | Catalina         | CSS                 | —         | MPC                           |
| 388623     | 2007 TA44  | 7 out 2007  | Mount Lemmon     | Mount Lemmon Survey | —         | MPC                           |
| 388624     | 2007 TH50  | 4 out 2007  | Kitt Peak        | Spacewatch          | —         | MPC                           |
| 388625     | 2007 TQ52  | 4 out 2007  | Kitt Peak        | Spacewatch          | —         | MPC                           |
| 388626     | 2007 TB60  | 5 out 2007  | Kitt Peak        | Spacewatch          | —         | MPC                           |
| 388627     | 2007 TS65  | 4 out 2007  | Kitt Peak        | Spacewatch          | —         | MPC                           |
| 388628     | 2007 TA67  | 12 out 2007 | Dauban           | Chante-Perdrix Obs. | Brangane  | MPC                           |
| 388629     | 2007 TL69  | 14 out 2007 | Altschwendt      | W. Ries             | Themis    | MPC                           |
| 388630     | 2007 TH73  | 14 out 2007 | Altschwendt      | W. Ries             | Themis    | MPC                           |
| 388631     | 2007 TM88  | 8 out 2007  | Mount Lemmon     | Mount Lemmon Survey | —         | MPC                           |
| 388632     | 2007 TO89  | 8 out 2007  | Mount Lemmon     | Mount Lemmon Survey | —         | MPC                           |
| 388633     | 2007 TQ102 | 8 out 2007  | Mount Lemmon     | Mount Lemmon Survey | —         | MPC                           |
| 388634     | 2007 TE103 | 15 set 2007 | Mount Lemmon     | Mount Lemmon Survey | —         | MPC                           |
| 388635     | 2007 TM113 | 8 out 2007  | Anderson Mesa    | LONEOS              | —         | MPC                           |
| 388636     | 2007 TG118 | 14 set 2007 | Mount Lemmon     | Mount Lemmon Survey | —         | MPC                           |
| 388637     | 2007 TE119 | 15 set 2007 | Mount Lemmon     | Mount Lemmon Survey | —         | MPC                           |
| 388638     | 2007 TR131 | 7 out 2007  | Mount Lemmon     | Mount Lemmon Survey | Brangane  | MPC                           |
| 388639     | 2007 TJ141 | 9 out 2007  | Mount Lemmon     | Mount Lemmon Survey | —         | MPC                           |
| 388640     | 2007 TS151 | 9 out 2007  | Socorro          | LINEAR              | Eos       | MPC                           |
| 388641     | 2007 TU154 | 9 out 2007  | Socorro          | LINEAR              | —         | MPC                           |
| 388642     | 2007 TG163 | 11 out 2007 | Socorro          | LINEAR              | —         | MPC                           |
| 388643     | 2007 TY164 | 4 out 2007  | Catalina         | CSS                 | —         | MPC                           |
| 388644     | 2007 TD169 | 12 out 2007 | Socorro          | LINEAR              | —         | MPC                           |
| 388645     | 2007 TH174 | 4 out 2007  | Kitt Peak        | Spacewatch          | —         | MPC                           |
| 388646     | 2007 TT177 | 6 out 2007  | Kitt Peak        | Spacewatch          | —         | MPC                           |
| 388647     | 2007 TB193 | 6 out 2007  | 7300 Observatory | W. K. Y. Yeung      | —         | MPC                           |
| 388648     | 2007 TJ199 | 8 out 2007  | Kitt Peak        | Spacewatch          | —         | MPC                           |
| 388649     | 2007 TK235 | 9 out 2007  | Mount Lemmon     | Mount Lemmon Survey | —         | MPC                           |
| 388650     | 2007 TU245 | 2 fev 2005  | Kitt Peak        | Spacewatch          | —         | MPC                           |
| 388651     | 2007 TP248 | 10 out 2007 | Kitt Peak        | Spacewatch          | —         | MPC                           |
| 388652     | 2007 TP253 | 8 out 2007  | Mount Lemmon     | Mount Lemmon Survey | —         | MPC                           |
| 388653     | 2007 TS253 | 11 set 2007 | Mount Lemmon     | Mount Lemmon Survey | —         | MPC                           |
| 388654     | 2007 TY260 | 10 out 2007 | Kitt Peak        | Spacewatch          | —         | MPC                           |
| 388655     | 2007 TR265 | 11 out 2007 | Kitt Peak        | Spacewatch          | —         | MPC                           |
| 388656     | 2007 TK269 | 9 out 2007  | Kitt Peak        | Spacewatch          | —         | MPC                           |
| 388657     | 2007 TE270 | 9 out 2007  | Kitt Peak        | Spacewatch          | —         | MPC                           |
| 388658     | 2007 TA280 | 13 out 2007 | Kitt Peak        | Spacewatch          | —         | MPC                           |
| 388659     | 2007 TZ287 | 11 out 2007 | Catalina         | CSS                 | —         | MPC                           |
| 388660     | 2007 TF290 | 12 out 2007 | Catalina         | CSS                 | —         | MPC                           |
| 388661     | 2007 TS327 | 11 out 2007 | Kitt Peak        | Spacewatch          | —         | MPC                           |
| 388662     | 2007 TO328 | 11 out 2007 | Kitt Peak        | Spacewatch          | —         | MPC                           |
| 388663     | 2007 TX334 | 11 out 2007 | Kitt Peak        | Spacewatch          | —         | MPC                           |
| 388664     | 2007 TG337 | 13 out 2007 | Catalina         | CSS                 | —         | MPC                           |
| 388665     | 2007 TF354 | 10 out 2007 | Catalina         | CSS                 | —         | MPC                           |
| 388666     | 2007 TT369 | 19 jul 2007 | Siding Spring    | SSS                 | —         | MPC                           |
| 388667     | 2007 TY370 | 12 out 2007 | Mount Lemmon     | Mount Lemmon Survey | Brangane  | MPC                           |
| 388668     | 2007 TP373 | 14 out 2007 | Mount Lemmon     | Mount Lemmon Survey | Eos       | MPC                           |
| 388669     | 2007 TL383 | 14 out 2007 | Kitt Peak        | Spacewatch          | —         | MPC                           |
| 388670     | 2007 TZ397 | 25 set 2007 | Mount Lemmon     | Mount Lemmon Survey | Brangane  | MPC                           |
| 388671     | 2007 TP399 | 15 out 2007 | Kitt Peak        | Spacewatch          | —         | MPC                           |
| 388672     | 2007 TW418 | 9 out 2007  | Kitt Peak        | Spacewatch          | —         | MPC                           |
| 388673     | 2007 TV426 | 9 out 2007  | Kitt Peak        | Spacewatch          | Ursula    | MPC                           |
| 388674     | 2007 TH435 | 12 out 2007 | Kitt Peak        | Spacewatch          | —         | MPC                           |
| 388675     | 2007 TZ444 | 11 out 2007 | Lulin            | LUSS                | —         | MPC                           |
| 388676     | 2007 TE447 | 10 out 2007 | Mount Lemmon     | Mount Lemmon Survey | —         | MPC                           |
| 388677     | 2007 TJ448 | 7 out 2007  | Mount Lemmon     | Mount Lemmon Survey | —         | MPC                           |
| 388678     | 2007 UH10  | 11 out 2007 | Catalina         | CSS                 | —         | MPC                           |
| 388679     | 2007 UG12  | 18 out 2007 | Kitt Peak        | Spacewatch          | —         | MPC                           |
| 388680     | 2007 UV49  | 24 out 2007 | Mount Lemmon     | Mount Lemmon Survey | —         | MPC                           |
| 388681     | 2007 UX56  | 30 out 2007 | Mount Lemmon     | Mount Lemmon Survey | —         | MPC                           |
| 388682     | 2007 UX60  | 18 set 2007 | Mount Lemmon     | Mount Lemmon Survey | —         | MPC                           |
| 388683     | 2007 UN78  | 10 out 2007 | Kitt Peak        | Spacewatch          | —         | MPC                           |
| 388684     | 2007 UN82  | 30 out 2007 | Kitt Peak        | Spacewatch          | —         | MPC                           |
| 388685     | 2007 UM83  | 30 out 2007 | Kitt Peak        | Spacewatch          | —         | MPC                           |
| 388686     | 2007 UH85  | 30 out 2007 | Kitt Peak        | Spacewatch          | —         | MPC                           |
| 388687     | 2007 UT92  | 31 out 2007 | Mount Lemmon     | Mount Lemmon Survey | —         | MPC                           |
| 388688     | 2007 UP103 | 30 out 2007 | Kitt Peak        | Spacewatch          | Brangane  | MPC                           |
| 388689     | 2007 UG110 | 30 out 2007 | Mount Lemmon     | Mount Lemmon Survey | —         | MPC                           |
| 388690     | 2007 UO126 | 19 out 2007 | Mount Lemmon     | Mount Lemmon Survey | Ursula    | MPC                           |
| 388691     | 2007 UH129 | 20 out 2007 | Mount Lemmon     | Mount Lemmon Survey | —         | MPC                           |
| 388692     | 2007 UN130 | 19 out 2007 | Mount Lemmon     | Mount Lemmon Survey | —         | MPC                           |
| 388693     | 2007 UE133 | 21 out 2007 | Mount Lemmon     | Mount Lemmon Survey | Brangane  | MPC                           |
| 388694     | 2007 UR134 | 17 out 2007 | Mount Lemmon     | Mount Lemmon Survey | —         | MPC                           |
| 388695     | 2007 UY136 | 25 out 2007 | Mount Lemmon     | Mount Lemmon Survey | —         | MPC                           |
| 388696     | 2007 UH139 | 21 out 2007 | Mount Lemmon     | Mount Lemmon Survey | —         | MPC                           |
| 388697     | 2007 UX140 | 20 out 2007 | Mount Lemmon     | Mount Lemmon Survey | —         | MPC                           |
| 388698     | 2007 VJ7   | 2 nov 2007  | Eskridge         | G. Hug              | —         | MPC                           |
| 388699     | 2007 VZ33  | 2 nov 2007  | Kitt Peak        | Spacewatch          | —         | MPC                           |
| 388700     | 2007 VF35  | 3 nov 2007  | 7300             | W. K. Y. Yeung      | —         | MPC                           |

## 388701–388800
| Designação | Designação | Descoberta  | Descoberta     | Descobridor(es)     | Categoria | Mais informações / Referência |
| Permanente | Provisória | Data        | Local          | Descobridor(es)     | Categoria | Mais informações / Referência |
| ---------- | ---------- | ----------- | -------------- | ------------------- | --------- | ----------------------------- |
| 388701     | 2007 VU41  | 3 nov 2007  | Mount Lemmon   | Mount Lemmon Survey | —         | MPC                           |
| 388702     | 2007 VO48  | 1 nov 2007  | Kitt Peak      | Spacewatch          | —         | MPC                           |
| 388703     | 2007 VH52  | 1 nov 2007  | Kitt Peak      | Spacewatch          | Brangane  | MPC                           |
| 388704     | 2007 VO63  | 14 out 2007 | Mount Lemmon   | Mount Lemmon Survey | —         | MPC                           |
| 388705     | 2007 VM64  | 1 nov 2007  | Kitt Peak      | Spacewatch          | —         | MPC                           |
| 388706     | 2007 VO64  | 1 nov 2007  | Kitt Peak      | Spacewatch          | Brangane  | MPC                           |
| 388707     | 2007 VR80  | 4 nov 2007  | Kitt Peak      | Spacewatch          | —         | MPC                           |
| 388708     | 2007 VV84  | 8 nov 2007  | La Sagra       | Mallorca Obs.       | —         | MPC                           |
| 388709     | 2007 VO99  | 2 nov 2007  | Kitt Peak      | Spacewatch          | —         | MPC                           |
| 388710     | 2007 VU100 | 2 nov 2007  | Kitt Peak      | Spacewatch          | —         | MPC                           |
| 388711     | 2007 VS109 | 16 out 2007 | Mount Lemmon   | Mount Lemmon Survey | —         | MPC                           |
| 388712     | 2007 VN110 | 3 nov 2007  | Kitt Peak      | Spacewatch          | —         | MPC                           |
| 388713     | 2007 VE111 | 3 nov 2007  | Kitt Peak      | Spacewatch          | —         | MPC                           |
| 388714     | 2007 VC115 | 3 nov 2007  | Kitt Peak      | Spacewatch          | —         | MPC                           |
| 388715     | 2007 VO130 | 2 abr 2005  | Mount Lemmon   | Mount Lemmon Survey | —         | MPC                           |
| 388716     | 2007 VH139 | 3 nov 2007  | Kitt Peak      | Spacewatch          | —         | MPC                           |
| 388717     | 2007 VO143 | 4 nov 2007  | Kitt Peak      | Spacewatch          | —         | MPC                           |
| 388718     | 2007 VU143 | 4 nov 2007  | Kitt Peak      | Spacewatch          | —         | MPC                           |
| 388719     | 2007 VE147 | 4 nov 2007  | Kitt Peak      | Spacewatch          | —         | MPC                           |
| 388720     | 2007 VD158 | 5 nov 2007  | Kitt Peak      | Spacewatch          | —         | MPC                           |
| 388721     | 2007 VW158 | 5 nov 2007  | Kitt Peak      | Spacewatch          | Brangane  | MPC                           |
| 388722     | 2007 VX167 | 5 nov 2007  | Kitt Peak      | Spacewatch          | —         | MPC                           |
| 388723     | 2007 VQ175 | 4 nov 2007  | Mount Lemmon   | Mount Lemmon Survey | —         | MPC                           |
| 388724     | 2007 VX191 | 4 nov 2007  | Mount Lemmon   | Mount Lemmon Survey | —         | MPC                           |
| 388725     | 2007 VJ192 | 4 nov 2007  | Mount Lemmon   | Mount Lemmon Survey | —         | MPC                           |
| 388726     | 2007 VS204 | 30 out 2007 | Mount Lemmon   | Mount Lemmon Survey | —         | MPC                           |
| 388727     | 2007 VH217 | 9 nov 2007  | Kitt Peak      | Spacewatch          | —         | MPC                           |
| 388728     | 2007 VC223 | 18 out 2007 | Kitt Peak      | Spacewatch          | —         | MPC                           |
| 388729     | 2007 VQ234 | 9 nov 2007  | Kitt Peak      | Spacewatch          | Eos       | MPC                           |
| 388730     | 2007 VF237 | 11 nov 2007 | Mount Lemmon   | Mount Lemmon Survey | —         | MPC                           |
| 388731     | 2007 VY242 | 13 nov 2007 | Mount Lemmon   | Mount Lemmon Survey | —         | MPC                           |
| 388732     | 2007 VX250 | 9 out 2007  | Kitt Peak      | Spacewatch          | —         | MPC                           |
| 388733     | 2007 VH254 | 2 nov 2007  | Mount Lemmon   | Mount Lemmon Survey | —         | MPC                           |
| 388734     | 2007 VF261 | 13 nov 2007 | Kitt Peak      | Spacewatch          | —         | MPC                           |
| 388735     | 2007 VU262 | 13 nov 2007 | Mount Lemmon   | Mount Lemmon Survey | —         | MPC                           |
| 388736     | 2007 VA267 | 11 nov 2007 | Cerro Burek    | Alianza S4 Obs.     | —         | MPC                           |
| 388737     | 2007 VS270 | 14 nov 2007 | Kitt Peak      | Spacewatch          | —         | MPC                           |
| 388738     | 2007 VK281 | 14 nov 2007 | Kitt Peak      | Spacewatch          | —         | MPC                           |
| 388739     | 2007 VC291 | 14 nov 2007 | Kitt Peak      | Spacewatch          | —         | MPC                           |
| 388740     | 2007 VY306 | 2 nov 2007  | Mount Lemmon   | Mount Lemmon Survey | —         | MPC                           |
| 388741     | 2007 VH308 | 5 nov 2007  | Mount Lemmon   | Mount Lemmon Survey | —         | MPC                           |
| 388742     | 2007 VU308 | 8 nov 2007  | Kitt Peak      | Spacewatch          | —         | MPC                           |
| 388743     | 2007 VX309 | 4 nov 2007  | Mount Lemmon   | Mount Lemmon Survey | Brangane  | MPC                           |
| 388744     | 2007 VV318 | 1 nov 2007  | Kitt Peak      | Spacewatch          | —         | MPC                           |
| 388745     | 2007 VS331 | 7 nov 2007  | Kitt Peak      | Spacewatch          | —         | MPC                           |
| 388746     | 2007 VO334 | 14 nov 2007 | Kitt Peak      | Spacewatch          | —         | MPC                           |
| 388747     | 2007 VQ334 | 2 abr 2005  | Kitt Peak      | Spacewatch          | —         | MPC                           |
| 388748     | 2007 VM335 | 11 nov 2007 | Mount Lemmon   | Mount Lemmon Survey | —         | MPC                           |
| 388749     | 2007 WU    | 17 nov 2007 | La Sagra       | Mallorca Obs.       | Brangane  | MPC                           |
| 388750     | 2007 WS3   | 18 nov 2007 | Mount Lemmon   | Mount Lemmon Survey | —         | MPC                           |
| 388751     | 2007 WO5   | 16 nov 2007 | Socorro        | LINEAR              | —         | MPC                           |
| 388752     | 2007 WE6   | 24 out 2007 | Mount Lemmon   | Mount Lemmon Survey | —         | MPC                           |
| 388753     | 2007 WN22  | 17 nov 2007 | Kitt Peak      | Spacewatch          | —         | MPC                           |
| 388754     | 2007 WG23  | 18 nov 2007 | Mount Lemmon   | Mount Lemmon Survey | —         | MPC                           |
| 388755     | 2007 WU28  | 19 nov 2007 | Kitt Peak      | Spacewatch          | Maria     | MPC                           |
| 388756     | 2007 WL44  | 8 nov 2007  | Catalina       | CSS                 | —         | MPC                           |
| 388757     | 2007 WT55  | 29 nov 2007 | Lulin          | LUSS                | —         | MPC                           |
| 388758     | 2007 XM19  | 12 dez 2007 | Socorro        | LINEAR              | —         | MPC                           |
| 388759     | 2007 XD21  | 13 dez 2007 | Pla D'Arguines | R. Ferrando         | —         | MPC                           |
| 388760     | 2007 XC29  | 15 dez 2007 | Catalina       | CSS                 | —         | MPC                           |
| 388761     | 2007 XX29  | 4 nov 2007  | Socorro        | LINEAR              | —         | MPC                           |
| 388762     | 2007 XF49  | 5 nov 2007  | Mount Lemmon   | Mount Lemmon Survey | —         | MPC                           |
| 388763     | 2007 XD50  | 15 dez 2007 | Kitt Peak      | Spacewatch          | Brangane  | MPC                           |
| 388764     | 2007 XQ53  | 14 dez 2007 | Mount Lemmon   | Mount Lemmon Survey | —         | MPC                           |
| 388765     | 2007 XC54  | 3 dez 2007  | Kitt Peak      | Spacewatch          | —         | MPC                           |
| 388766     | 2007 XT55  | 2 nov 2007  | Mount Lemmon   | Mount Lemmon Survey | —         | MPC                           |
| 388767     | 2007 XV58  | 14 dez 2007 | Mount Lemmon   | Mount Lemmon Survey | —         | MPC                           |
| 388768     | 2007 YO5   | 16 dez 2007 | Kitt Peak      | Spacewatch          | —         | MPC                           |
| 388769     | 2007 YT23  | 5 dez 2007  | Kitt Peak      | Spacewatch          | Ursula    | MPC                           |
| 388770     | 2007 YX27  | 18 dez 2007 | Kitt Peak      | Spacewatch          | —         | MPC                           |
| 388771     | 2007 YY30  | 9 nov 2007  | Kitt Peak      | Spacewatch          | —         | MPC                           |
| 388772     | 2007 YK35  | 30 dez 2007 | Mount Lemmon   | Mount Lemmon Survey | Brangane  | MPC                           |
| 388773     | 2007 YR39  | 30 dez 2007 | Mount Lemmon   | Mount Lemmon Survey | —         | MPC                           |
| 388774     | 2007 YF45  | 30 dez 2007 | Mount Lemmon   | Mount Lemmon Survey | —         | MPC                           |
| 388775     | 2007 YF52  | 12 nov 2007 | Catalina       | CSS                 | —         | MPC                           |
| 388776     | 2007 YX55  | 31 dez 2007 | Kitt Peak      | Spacewatch          | —         | MPC                           |
| 388777     | 2007 YW58  | 31 dez 2007 | Catalina       | CSS                 | —         | MPC                           |
| 388778     | 2007 YE64  | 31 dez 2007 | Mount Lemmon   | Mount Lemmon Survey | —         | MPC                           |
| 388779     | 2007 YA72  | 18 dez 2007 | Socorro        | LINEAR              | Brangane  | MPC                           |
| 388780     | 2008 AQ22  | 10 jan 2008 | Mount Lemmon   | Mount Lemmon Survey | —         | MPC                           |
| 388781     | 2008 AC25  | 10 jan 2008 | Mount Lemmon   | Mount Lemmon Survey | —         | MPC                           |
| 388782     | 2008 AM30  | 11 jan 2008 | Desert Eagle   | W. K. Y. Yeung      | —         | MPC                           |
| 388783     | 2008 AZ32  | 19 out 2007 | Mount Lemmon   | Mount Lemmon Survey | —         | MPC                           |
| 388784     | 2008 AT34  | 30 dez 2007 | Kitt Peak      | Spacewatch          | —         | MPC                           |
| 388785     | 2008 AQ40  | 10 jan 2008 | Mount Lemmon   | Mount Lemmon Survey | Brangane  | MPC                           |
| 388786     | 2008 AL42  | 10 jan 2008 | Mount Lemmon   | Mount Lemmon Survey | —         | MPC                           |
| 388787     | 2008 AM47  | 3 dez 2007  | Kitt Peak      | Spacewatch          | —         | MPC                           |
| 388788     | 2008 AY77  | 12 jan 2008 | Mount Lemmon   | Mount Lemmon Survey | —         | MPC                           |
| 388789     | 2008 AA82  | 13 jan 2008 | Mount Lemmon   | Mount Lemmon Survey | —         | MPC                           |
| 388790     | 2008 AD87  | 3 nov 2007  | Mount Lemmon   | Mount Lemmon Survey | —         | MPC                           |
| 388791     | 2008 AA97  | 14 jan 2008 | Kitt Peak      | Spacewatch          | —         | MPC                           |
| 388792     | 2008 AT97  | 14 jan 2008 | Kitt Peak      | Spacewatch          | —         | MPC                           |
| 388793     | 2008 AW105 | 15 jan 2008 | Mount Lemmon   | Mount Lemmon Survey | —         | MPC                           |
| 388794     | 2008 AL114 | 11 jan 2008 | Mount Lemmon   | Mount Lemmon Survey | —         | MPC                           |
| 388795     | 2008 AB117 | 1 jan 2008  | Kitt Peak      | Spacewatch          | —         | MPC                           |
| 388796     | 2008 AY128 | 10 jan 2008 | Mount Lemmon   | Mount Lemmon Survey | —         | MPC                           |
| 388797     | 2008 AE138 | 15 jan 2008 | Mount Lemmon   | Mount Lemmon Survey | —         | MPC                           |
| 388798     | 2008 BU2   | 19 jan 2008 | Mount Lemmon   | Mount Lemmon Survey | —         | MPC                           |
| 388799     | 2008 BT4   | 18 dez 2007 | Mount Lemmon   | Mount Lemmon Survey | —         | MPC                           |
| 388800     | 2008 BY5   | 16 jan 2008 | Kitt Peak      | Spacewatch          | —         | MPC                           |

## 388801–388900
| Designação | Designação | Descoberta  | Descoberta      | Descobridor(es)       | Categoria | Mais informações / Referência |
| Permanente | Provisória | Data        | Local           | Descobridor(es)       | Categoria | Mais informações / Referência |
| ---------- | ---------- | ----------- | --------------- | --------------------- | --------- | ----------------------------- |
| 388801     | 2008 BK7   | 16 jan 2008 | Kitt Peak       | Spacewatch            | Ursula    | MPC                           |
| 388802     | 2008 BA11  | 18 jan 2008 | Kitt Peak       | Spacewatch            | Brangane  | MPC                           |
| 388803     | 2008 BJ14  | 23 mar 2003 | Kitt Peak       | Spacewatch            | —         | MPC                           |
| 388804     | 2008 BQ14  | 31 dez 2007 | Kitt Peak       | Spacewatch            | Ursula    | MPC                           |
| 388805     | 2008 BR21  | 30 jan 2008 | Mount Lemmon    | Mount Lemmon Survey   | —         | MPC                           |
| 388806     | 2008 BT24  | 30 jan 2008 | La Sagra        | Mallorca Obs.         | —         | MPC                           |
| 388807     | 2008 BY24  | 15 dez 2007 | Kitt Peak       | Spacewatch            | —         | MPC                           |
| 388808     | 2008 BC28  | 30 jan 2008 | Mount Lemmon    | Mount Lemmon Survey   | —         | MPC                           |
| 388809     | 2008 BX39  | 30 jan 2008 | Catalina        | CSS                   | —         | MPC                           |
| 388810     | 2008 BN41  | 10 jan 2008 | Mount Lemmon    | Mount Lemmon Survey   | —         | MPC                           |
| 388811     | 2008 BE48  | 16 jan 2008 | Kitt Peak       | Spacewatch            | —         | MPC                           |
| 388812     | 2008 BP52  | 30 jan 2008 | Catalina        | CSS                   | —         | MPC                           |
| 388813     | 2008 CF1   | 3 fev 2008  | Altschwendt     | W. Ries               | —         | MPC                           |
| 388814     | 2008 CP9   | 11 jan 2008 | Kitt Peak       | Spacewatch            | —         | MPC                           |
| 388815     | 2008 CB12  | 3 fev 2008  | Kitt Peak       | Spacewatch            | —         | MPC                           |
| 388816     | 2008 CB30  | 2 fev 2008  | Kitt Peak       | Spacewatch            | —         | MPC                           |
| 388817     | 2008 CR65  | 8 fev 2008  | Mount Lemmon    | Mount Lemmon Survey   | —         | MPC                           |
| 388818     | 2008 CO76  | 6 fev 2008  | Catalina        | CSS                   | —         | MPC                           |
| 388819     | 2008 CS76  | 16 out 2006 | Catalina        | CSS                   | Brangane  | MPC                           |
| 388820     | 2008 CX92  | 8 fev 2008  | Kitt Peak       | Spacewatch            | —         | MPC                           |
| 388821     | 2008 CM101 | 9 fev 2008  | Mount Lemmon    | Mount Lemmon Survey   | —         | MPC                           |
| 388822     | 2008 CS103 | 9 fev 2008  | Kitt Peak       | Spacewatch            | —         | MPC                           |
| 388823     | 2008 CM106 | 11 mar 2003 | Kitt Peak       | Spacewatch            | —         | MPC                           |
| 388824     | 2008 CO122 | 7 fev 2008  | Kitt Peak       | Spacewatch            | —         | MPC                           |
| 388825     | 2008 CM135 | 8 fev 2008  | Mount Lemmon    | Mount Lemmon Survey   | —         | MPC                           |
| 388826     | 2008 CU154 | 9 fev 2008  | Kitt Peak       | Spacewatch            | —         | MPC                           |
| 388827     | 2008 CJ180 | 19 ago 2006 | Kitt Peak       | Spacewatch            | —         | MPC                           |
| 388828     | 2008 CD207 | 12 fev 2008 | Kitt Peak       | Spacewatch            | —         | MPC                           |
| 388829     | 2008 CD211 | 3 fev 2008  | Catalina        | CSS                   | —         | MPC                           |
| 388830     | 2008 DO1   | 24 fev 2008 | Mount Lemmon    | Mount Lemmon Survey   | —         | MPC                           |
| 388831     | 2008 DB9   | 15 jan 2008 | Mount Lemmon    | Mount Lemmon Survey   | —         | MPC                           |
| 388832     | 2008 DL9   | 25 fev 2008 | Kitt Peak       | Spacewatch            | —         | MPC                           |
| 388833     | 2008 DG12  | 26 fev 2008 | Kitt Peak       | Spacewatch            | —         | MPC                           |
| 388834     | 2008 DQ31  | 27 fev 2008 | Kitt Peak       | Spacewatch            | —         | MPC                           |
| 388835     | 2008 DK54  | 27 fev 2008 | Catalina        | CSS                   | —         | MPC                           |
| 388836     | 2008 DY60  | 27 mar 2003 | Kitt Peak       | Spacewatch            | —         | MPC                           |
| 388837     | 2008 DN66  | 29 fev 2008 | Kitt Peak       | Spacewatch            | —         | MPC                           |
| 388838     | 2008 EZ5   | 4 mar 2008  | Mount Lemmon    | Mount Lemmon Survey   | —         | MPC                           |
| 388839     | 2008 ES7   | 6 mar 2008  | Kitt Peak       | Spacewatch            | —         | MPC                           |
| 388840     | 2008 EF19  | 2 mar 2008  | Mount Lemmon    | Mount Lemmon Survey   | —         | MPC                           |
| 388841     | 2008 ES25  | 4 mar 2008  | Kitt Peak       | Spacewatch            | —         | MPC                           |
| 388842     | 2008 EA73  | 7 mar 2008  | Kitt Peak       | Spacewatch            | —         | MPC                           |
| 388843     | 2008 EO74  | 7 mar 2008  | Kitt Peak       | Spacewatch            | —         | MPC                           |
| 388844     | 2008 EV92  | 13 jan 2002 | Socorro         | LINEAR                | —         | MPC                           |
| 388845     | 2008 EC105 | 6 mar 2008  | Mount Lemmon    | Mount Lemmon Survey   | —         | MPC                           |
| 388846     | 2008 EN110 | 8 mar 2008  | Mount Lemmon    | Mount Lemmon Survey   | —         | MPC                           |
| 388847     | 2008 EY118 | 9 mar 2008  | Mount Lemmon    | Mount Lemmon Survey   | —         | MPC                           |
| 388848     | 2008 FP4   | 25 mar 2008 | Kitt Peak       | Spacewatch            | —         | MPC                           |
| 388849     | 2008 FL109 | 31 mar 2008 | Mount Lemmon    | Mount Lemmon Survey   | —         | MPC                           |
| 388850     | 2008 FX113 | 31 mar 2008 | Kitt Peak       | Spacewatch            | —         | MPC                           |
| 388851     | 2008 GC40  | 4 abr 2008  | Mount Lemmon    | Mount Lemmon Survey   | —         | MPC                           |
| 388852     | 2008 GF49  | 28 fev 2008 | Mount Lemmon    | Mount Lemmon Survey   | —         | MPC                           |
| 388853     | 2008 GR70  | 7 abr 2008  | Kitt Peak       | Spacewatch            | —         | MPC                           |
| 388854     | 2008 GS85  | 9 abr 2008  | Kitt Peak       | Spacewatch            | —         | MPC                           |
| 388855     | 2008 GO100 | 28 mar 2008 | Kitt Peak       | Spacewatch            | —         | MPC                           |
| 388856     | 2008 GD106 | 11 abr 2008 | Mount Lemmon    | Mount Lemmon Survey   | —         | MPC                           |
| 388857     | 2008 GG137 | 4 abr 2008  | Kitt Peak       | Spacewatch            | —         | MPC                           |
| 388858     | 2008 HH26  | 27 abr 2008 | Kitt Peak       | Spacewatch            | —         | MPC                           |
| 388859     | 2008 JU29  | 29 abr 2008 | Kitt Peak       | Spacewatch            | —         | MPC                           |
| 388860     | 2008 JU36  | 7 mai 2008  | Kitt Peak       | Spacewatch            | —         | MPC                           |
| 388861     | 2008 OJ15  | 28 jul 2008 | Mount Lemmon    | Mount Lemmon Survey   | —         | MPC                           |
| 388862     | 2008 OU18  | 31 jul 2008 | Mount Lemmon    | Mount Lemmon Survey   | —         | MPC                           |
| 388863     | 2008 PV9   | 7 ago 2008  | Hibiscus        | S. F. Hönig, N. Teamo | —         | MPC                           |
| 388864     | 2008 QH1   | 30 jul 2008 | Kitt Peak       | Spacewatch            | —         | MPC                           |
| 388865     | 2008 QB3   | 24 ago 2008 | Bisei SG Center | BATTeRS               | —         | MPC                           |
| 388866     | 2008 QB11  | 26 ago 2008 | La Sagra        | Mallorca Obs.         | —         | MPC                           |
| 388867     | 2008 QC13  | 27 ago 2008 | La Sagra        | Mallorca Obs.         | —         | MPC                           |
| 388868     | 2008 QH20  | 30 ago 2008 | Drebach         | Drebach Obs.          | —         | MPC                           |
| 388869     | 2008 QL36  | 20 ago 2008 | Kitt Peak       | Spacewatch            | —         | MPC                           |
| 388870     | 2008 RN    | 2 set 2008  | Pla D'Arguines  | R. Ferrando           | —         | MPC                           |
| 388871     | 2008 RC3   | 2 set 2008  | Kitt Peak       | Spacewatch            | —         | MPC                           |
| 388872     | 2008 RQ5   | 2 set 2008  | Kitt Peak       | Spacewatch            | —         | MPC                           |
| 388873     | 2008 RC18  | 4 set 2008  | Kitt Peak       | Spacewatch            | —         | MPC                           |
| 388874     | 2008 RB21  | 4 set 2008  | Kitt Peak       | Spacewatch            | Vesta     | MPC                           |
| 388875     | 2008 RR21  | 4 set 2008  | Kitt Peak       | Spacewatch            | —         | MPC                           |
| 388876     | 2008 RE29  | 2 set 2008  | Kitt Peak       | Spacewatch            | Vesta     | MPC                           |
| 388877     | 2008 RN33  | 2 set 2008  | Kitt Peak       | Spacewatch            | —         | MPC                           |
| 388878     | 2008 RP35  | 2 set 2008  | Kitt Peak       | Spacewatch            | —         | MPC                           |
| 388879     | 2008 RE56  | 3 set 2008  | Kitt Peak       | Spacewatch            | Vesta     | MPC                           |
| 388880     | 2008 RT62  | 4 set 2008  | Kitt Peak       | Spacewatch            | —         | MPC                           |
| 388881     | 2008 RJ67  | 4 set 2008  | Kitt Peak       | Spacewatch            | —         | MPC                           |
| 388882     | 2008 RB84  | 4 set 2008  | Kitt Peak       | Spacewatch            | —         | MPC                           |
| 388883     | 2008 RO85  | 5 set 2008  | Kitt Peak       | Spacewatch            | —         | MPC                           |
| 388884     | 2008 RE91  | 27 dez 2006 | Mount Lemmon    | Mount Lemmon Survey   | —         | MPC                           |
| 388885     | 2008 RG94  | 6 set 2008  | Kitt Peak       | Spacewatch            | —         | MPC                           |
| 388886     | 2008 RG103 | 5 set 2008  | Kitt Peak       | Spacewatch            | —         | MPC                           |
| 388887     | 2008 RL110 | 3 set 2008  | Kitt Peak       | Spacewatch            | Vesta     | MPC                           |
| 388888     | 2008 RH120 | 7 set 2008  | Catalina        | CSS                   | —         | MPC                           |
| 388889     | 2008 RZ123 | 6 set 2008  | Kitt Peak       | Spacewatch            | Vesta     | MPC                           |
| 388890     | 2008 RL128 | 7 set 2008  | Mount Lemmon    | Mount Lemmon Survey   | —         | MPC                           |
| 388891     | 2008 RW128 | 5 set 2008  | Kitt Peak       | Spacewatch            | Vesta     | MPC                           |
| 388892     | 2008 RV134 | 9 set 2008  | Siding Spring   | SSS                   | —         | MPC                           |
| 388893     | 2008 RO137 | 5 set 2008  | Socorro         | LINEAR                | Meliboea  | MPC                           |
| 388894     | 2008 RV137 | 5 set 2008  | Kitt Peak       | Spacewatch            | —         | MPC                           |
| 388895     | 2008 SG1   | 21 set 2008 | Grove Creek     | F. Tozzi              | —         | MPC                           |
| 388896     | 2008 SJ4   | 22 set 2008 | Socorro         | LINEAR                | —         | MPC                           |
| 388897     | 2008 SD6   | 22 set 2008 | Socorro         | LINEAR                | —         | MPC                           |
| 388898     | 2008 SM23  | 19 set 2008 | Kitt Peak       | Spacewatch            | Vesta     | MPC                           |
| 388899     | 2008 SD28  | 5 set 2008  | Kitt Peak       | Spacewatch            | —         | MPC                           |
| 388900     | 2008 SU35  | 20 set 2008 | Kitt Peak       | Spacewatch            | —         | MPC                           |

## 388901–389000
| Designação | Designação | Descoberta  | Descoberta       | Descobridor(es)     | Categoria | Mais informações / Referência |
| Permanente | Provisória | Data        | Local            | Descobridor(es)     | Categoria | Mais informações / Referência |
| ---------- | ---------- | ----------- | ---------------- | ------------------- | --------- | ----------------------------- |
| 388901     | 2008 SB38  | 20 set 2008 | Mount Lemmon     | Mount Lemmon Survey | —         | MPC                           |
| 388902     | 2008 SL39  | 20 set 2008 | Kitt Peak        | Spacewatch          | —         | MPC                           |
| 388903     | 2008 SK50  | 20 set 2008 | Mount Lemmon     | Mount Lemmon Survey | Vesta     | MPC                           |
| 388904     | 2008 SR55  | 20 set 2008 | Mount Lemmon     | Mount Lemmon Survey | —         | MPC                           |
| 388905     | 2008 SU66  | 21 set 2008 | Catalina         | CSS                 | —         | MPC                           |
| 388906     | 2008 SC67  | 21 set 2008 | Mount Lemmon     | Mount Lemmon Survey | —         | MPC                           |
| 388907     | 2008 SD70  | 22 set 2008 | Kitt Peak        | Spacewatch          | —         | MPC                           |
| 388908     | 2008 SU70  | 22 set 2008 | Mount Lemmon     | Mount Lemmon Survey | —         | MPC                           |
| 388909     | 2008 SH81  | 23 set 2008 | Mount Lemmon     | Mount Lemmon Survey | —         | MPC                           |
| 388910     | 2008 SP91  | 22 ago 2004 | Kitt Peak        | Spacewatch          | —         | MPC                           |
| 388911     | 2008 SQ96  | 21 set 2008 | Kitt Peak        | Spacewatch          | —         | MPC                           |
| 388912     | 2008 SY96  | 21 set 2008 | Kitt Peak        | Spacewatch          | —         | MPC                           |
| 388913     | 2008 SZ110 | 22 set 2008 | Kitt Peak        | Spacewatch          | —         | MPC                           |
| 388914     | 2008 SR112 | 22 set 2008 | Kitt Peak        | Spacewatch          | —         | MPC                           |
| 388915     | 2008 SA115 | 22 set 2008 | Kitt Peak        | Spacewatch          | —         | MPC                           |
| 388916     | 2008 SK119 | 22 set 2008 | Mount Lemmon     | Mount Lemmon Survey | Mitidika  | MPC                           |
| 388917     | 2008 SF120 | 22 set 2008 | Mount Lemmon     | Mount Lemmon Survey | —         | MPC                           |
| 388918     | 2008 SB121 | 22 set 2008 | Mount Lemmon     | Mount Lemmon Survey | —         | MPC                           |
| 388919     | 2008 SR123 | 22 set 2008 | Mount Lemmon     | Mount Lemmon Survey | —         | MPC                           |
| 388920     | 2008 SW129 | 22 set 2008 | Kitt Peak        | Spacewatch          | —         | MPC                           |
| 388921     | 2008 SW136 | 23 set 2008 | Kitt Peak        | Spacewatch          | —         | MPC                           |
| 388922     | 2008 SJ140 | 24 set 2008 | Kitt Peak        | Spacewatch          | —         | MPC                           |
| 388923     | 2008 SU145 | 21 set 2008 | Catalina         | CSS                 | —         | MPC                           |
| 388924     | 2008 SA154 | 10 mar 2003 | Kitt Peak        | Spacewatch          | Vesta     | MPC                           |
| 388925     | 2008 SN155 | 23 set 2008 | Socorro          | LINEAR              | —         | MPC                           |
| 388926     | 2008 SC156 | 23 set 2008 | Socorro          | LINEAR              | —         | MPC                           |
| 388927     | 2008 SY162 | 3 set 2008  | Kitt Peak        | Spacewatch          | —         | MPC                           |
| 388928     | 2008 ST175 | 23 set 2008 | Kitt Peak        | Spacewatch          | —         | MPC                           |
| 388929     | 2008 SH188 | 25 set 2008 | Kitt Peak        | Spacewatch          | —         | MPC                           |
| 388930     | 2008 SL188 | 25 set 2008 | Kitt Peak        | Spacewatch          | —         | MPC                           |
| 388931     | 2008 SS191 | 25 set 2008 | Kitt Peak        | Spacewatch          | —         | MPC                           |
| 388932     | 2008 SF193 | 25 set 2008 | Kitt Peak        | Spacewatch          | —         | MPC                           |
| 388933     | 2008 SZ203 | 26 set 2008 | Kitt Peak        | Spacewatch          | —         | MPC                           |
| 388934     | 2008 SC226 | 26 set 2008 | Kitt Peak        | Spacewatch          | —         | MPC                           |
| 388935     | 2008 SQ229 | 28 set 2008 | Mount Lemmon     | Mount Lemmon Survey | Vesta     | MPC                           |
| 388936     | 2008 SC237 | 29 set 2008 | Kitt Peak        | Spacewatch          | —         | MPC                           |
| 388937     | 2008 SH247 | 22 set 2008 | Kitt Peak        | Spacewatch          | —         | MPC                           |
| 388938     | 2008 SA256 | 20 set 2008 | Kitt Peak        | Spacewatch          | —         | MPC                           |
| 388939     | 2008 SL259 | 23 set 2008 | Mount Lemmon     | Mount Lemmon Survey | —         | MPC                           |
| 388940     | 2008 SD260 | 23 set 2008 | Mount Lemmon     | Mount Lemmon Survey | Vesta     | MPC                           |
| 388941     | 2008 SJ273 | 24 set 2008 | Mount Lemmon     | Mount Lemmon Survey | —         | MPC                           |
| 388942     | 2008 SL278 | 20 set 2008 | Kitt Peak        | Spacewatch          | —         | MPC                           |
| 388943     | 2008 ST282 | 24 set 2008 | Catalina         | CSS                 | —         | MPC                           |
| 388944     | 2008 TR1   | 1 out 2008  | Great Shefford   | P. Birtwhistle      | Mitidika  | MPC                           |
| 388945     | 2008 TZ3   | 6 out 2008  | Mount Lemmon     | Mount Lemmon Survey | —         | MPC                           |
| 388946     | 2008 TO4   | 1 out 2008  | La Sagra         | Mallorca Obs.       | —         | MPC                           |
| 388947     | 2008 TU4   | 1 out 2008  | La Sagra         | Mallorca Obs.       | —         | MPC                           |
| 388948     | 2008 TV17  | 1 out 2008  | Mount Lemmon     | Mount Lemmon Survey | —         | MPC                           |
| 388949     | 2008 TA21  | 1 out 2008  | Mount Lemmon     | Mount Lemmon Survey | Mitidika  | MPC                           |
| 388950     | 2008 TG22  | 1 out 2008  | Mount Lemmon     | Mount Lemmon Survey | —         | MPC                           |
| 388951     | 2008 TN24  | 2 out 2008  | Catalina         | CSS                 | —         | MPC                           |
| 388952     | 2008 TZ26  | 8 out 2008  | Andrushivka      | Andrushivka Obs.    | —         | MPC                           |
| 388953     | 2008 TA32  | 1 out 2008  | Kitt Peak        | Spacewatch          | —         | MPC                           |
| 388954     | 2008 TX37  | 1 out 2008  | Mount Lemmon     | Mount Lemmon Survey | —         | MPC                           |
| 388955     | 2008 TW62  | 22 set 2008 | Mount Lemmon     | Mount Lemmon Survey | —         | MPC                           |
| 388956     | 2008 TC72  | 23 set 2008 | Kitt Peak        | Spacewatch          | —         | MPC                           |
| 388957     | 2008 TW72  | 23 set 2008 | Mount Lemmon     | Mount Lemmon Survey | —         | MPC                           |
| 388958     | 2008 TH75  | 2 out 2008  | Kitt Peak        | Spacewatch          | —         | MPC                           |
| 388959     | 2008 TL83  | 3 out 2008  | Kitt Peak        | Spacewatch          | —         | MPC                           |
| 388960     | 2008 TC84  | 3 out 2008  | Kitt Peak        | Spacewatch          | —         | MPC                           |
| 388961     | 2008 TX85  | 3 out 2008  | Mount Lemmon     | Mount Lemmon Survey | —         | MPC                           |
| 388962     | 2008 TG87  | 3 out 2008  | Kitt Peak        | Spacewatch          | —         | MPC                           |
| 388963     | 2008 TH88  | 21 set 2008 | Kitt Peak        | Spacewatch          | —         | MPC                           |
| 388964     | 2008 TJ88  | 13 dez 2004 | Campo Imperatore | CINEOS              | Eos       | MPC                           |
| 388965     | 2008 TP90  | 3 out 2008  | Kitt Peak        | Spacewatch          | —         | MPC                           |
| 388966     | 2008 TY93  | 5 out 2008  | La Sagra         | Mallorca Obs.       | —         | MPC                           |
| 388967     | 2008 TS100 | 6 out 2008  | Kitt Peak        | Spacewatch          | —         | MPC                           |
| 388968     | 2008 TK121 | 7 set 2008  | Catalina         | CSS                 | —         | MPC                           |
| 388969     | 2008 TB124 | 8 out 2008  | Mount Lemmon     | Mount Lemmon Survey | —         | MPC                           |
| 388970     | 2008 TL154 | 3 out 2008  | Socorro          | LINEAR              | —         | MPC                           |
| 388971     | 2008 TZ170 | 9 out 2008  | Mount Lemmon     | Mount Lemmon Survey | —         | MPC                           |
| 388972     | 2008 TH173 | 2 out 2008  | Kitt Peak        | Spacewatch          | Vesta     | MPC                           |
| 388973     | 2008 TA177 | 1 out 2008  | Kitt Peak        | Spacewatch          | —         | MPC                           |
| 388974     | 2008 UQ13  | 3 set 2008  | Kitt Peak        | Spacewatch          | —         | MPC                           |
| 388975     | 2008 UW24  | 25 set 2008 | Kitt Peak        | Spacewatch          | —         | MPC                           |
| 388976     | 2008 UB27  | 20 out 2008 | Kitt Peak        | Spacewatch          | —         | MPC                           |
| 388977     | 2008 UB28  | 20 out 2008 | Kitt Peak        | Spacewatch          | —         | MPC                           |
| 388978     | 2008 UP29  | 20 out 2008 | Kitt Peak        | Spacewatch          | Mitidika  | MPC                           |
| 388979     | 2008 UK35  | 20 out 2008 | Mount Lemmon     | Mount Lemmon Survey | —         | MPC                           |
| 388980     | 2008 UV52  | 20 out 2008 | Mount Lemmon     | Mount Lemmon Survey | —         | MPC                           |
| 388981     | 2008 UK54  | 20 out 2008 | Mount Lemmon     | Mount Lemmon Survey | —         | MPC                           |
| 388982     | 2008 UJ56  | 21 out 2008 | Kitt Peak        | Spacewatch          | —         | MPC                           |
| 388983     | 2008 UZ60  | 21 out 2008 | Kitt Peak        | Spacewatch          | —         | MPC                           |
| 388984     | 2008 UE63  | 21 out 2008 | Kitt Peak        | Spacewatch          | —         | MPC                           |
| 388985     | 2008 UL64  | 26 set 2008 | Kitt Peak        | Spacewatch          | —         | MPC                           |
| 388986     | 2008 UW64  | 21 out 2008 | Kitt Peak        | Spacewatch          | —         | MPC                           |
| 388987     | 2008 UG72  | 21 out 2008 | Mount Lemmon     | Mount Lemmon Survey | —         | MPC                           |
| 388988     | 2008 UG77  | 3 out 2008  | Mount Lemmon     | Mount Lemmon Survey | —         | MPC                           |
| 388989     | 2008 UR78  | 1 out 2008  | Kitt Peak        | Spacewatch          | —         | MPC                           |
| 388990     | 2008 UX84  | 24 set 2008 | Kitt Peak        | Spacewatch          | —         | MPC                           |
| 388991     | 2008 UV87  | 24 out 2008 | Kitt Peak        | Spacewatch          | —         | MPC                           |
| 388992     | 2008 UY87  | 24 out 2008 | Kitt Peak        | Spacewatch          | —         | MPC                           |
| 388993     | 2008 UZ87  | 24 out 2008 | Kitt Peak        | Spacewatch          | —         | MPC                           |
| 388994     | 2008 UD91  | 6 set 2008  | Catalina         | CSS                 | —         | MPC                           |
| 388995     | 2008 UL96  | 29 set 2008 | Catalina         | CSS                 | —         | MPC                           |
| 388996     | 2008 UU96  | 25 out 2008 | Socorro          | LINEAR              | —         | MPC                           |
| 388997     | 2008 UW106 | 21 out 2008 | Kitt Peak        | Spacewatch          | —         | MPC                           |
| 388998     | 2008 UK107 | 21 out 2008 | Kitt Peak        | Spacewatch          | —         | MPC                           |
| 388999     | 2008 US123 | 22 out 2008 | Kitt Peak        | Spacewatch          | —         | MPC                           |
| 389000     | 2008 UW141 | 22 set 2008 | Mount Lemmon     | Mount Lemmon Survey | —         | MPC                           |